# 신라
신라(新羅)는 기원전 57년부터 기원후 935년까지 고구려, 백제와 함께 고대 한반도의 삼국 시대를 이끌고 발해와 함께 남북국 시대를 구성하였던 국가로, 세계적으로 오랫동안 지속된 왕국 중 하나이다.
진한에 소속된 성읍국가 중 하나인 경주 지역의 사로국(斯盧國)이 그 시초이다. 《삼국사기》에 따르면 혁거세 거서간이 나라를 세웠고 국호를 서라벌(徐那伐)로 하였다. '왕'(王)이라는 왕호(王號)를 쓰기 전에는 군주를 방언으로 거서간, 마립간과 같이 간(干)이라고 부른 기록이 있고, 이사금이라는 호칭 또한 잠시 사용되었다. 서기 503년(지증왕 4년) 왕호를 확정하여 사용하기 시작하였다. 이때 국호를 ‘왕의 덕업이 날로 새로워져서 사방을 망라한다.’[德業日新 網羅四方]라는 의미의 신라(新羅)로 확정했다.
삼국 중 가장 먼저 세워졌지만, 전성기에 이르기까지 오랜 시간이 걸렸다. 6세기경 법흥왕 때 불교를 받아들여 왕권 강화와 백성의 단결을 도모하였으며, 금관가야를 병합했다. 진흥왕 대에 이르러 전성기를 맞이하고, 6세기 중엽 한강 유역을 획득하여 중국 대륙과의 직교역로인 당항성을 확보하였으며, 화랑의 활약으로 대가야를 정복했다. 7세기경 김춘추의 외교적 노력으로 당과 연합하여 660년에 백제를, 668년에 고구려를 차례로 정복했다. 이후 676년 나당 전쟁에서 최종 승리하여 대동강 이남에서 원산만에 이르는 옛 고구려, 백제 지역을 확보했다. 이로써 신라는 삼국통일을 성공적으로 완수하였으며, 이후 698년 발해가 건국되며 북국인 발해과 함께 남국으로써 남북국 시대를 이루었다.
삼국통일 이후 신라는 9주 5소경을 설치하고 9서당 10정을 배치하여 고도의 중앙집권 체계를 확립했다. 집사부 장관인 시중의 권한을 강화하여 왕권의 전제화가 실현되었다. 신문왕은 녹읍을 폐지하였으며, 유학 교육을 위해 국학을 설립했다. 진골 귀족과 대결 세력이었던 6두품이 왕권과 결탁하여 상대적으로 부각되었고, 신라의 화랑도는 계승·발전되었다. 또한 이 시대는 한반도 역사상 가장 섬세하고 화려한 불교 유적과 유물들이 건축·제작된 시기이기도 하다. 8세기 성덕왕과 경덕왕 대에 이르러 극성기를 달성했다.
그러나 9세기에 이르러 중앙 귀족이 분열하고 지방에서 자리 잡고 있던 호족의 세력이 성장하여, 900년 견훤이 후백제를, 901년 궁예가 태봉을 세우면서 후삼국 시대가 시작되었다. 통일신라 중반부터 국력이 약해진 신라는 백성을 단합하려고 노력하였으나, 결국 경순왕 때인 935년 고려에 편입하기로 귀순하였다. 그로써 56대 992년(사로국 포함) 동안 이어진 신라의 종묘와 사직을 닫게 되었다.
진한과 신라에서는 왕(王)을 간(干)이라고 부른 것을 알 수 있는데, 통일신라 시대에도 충지 잡간(匝干), 아간(阿干)처럼 간(干)이라는 호칭을 쓴 것을 알 수 있다.

## 국호
사로국(斯盧國) · 신로(新盧) · 사라(斯羅) · 서나(徐那) · 서라벌(徐羅伐) · 서야(徐耶) · 서라(徐羅) · 서벌(徐我) 등 여러 한자 가차자와, 계림(鷄林) 등으로도 불렸다. 《삼국사기》에 의하면 혁거세 거서간대에 서라벌(徐那伐)로 국호를 하였다가 탈해 이사금 9년(65)에 계림으로 고쳤으며 기림 이사금 10년 (307)에 다시 신라로 복구하고 지증 마립간 4년(503)에 사라(斯羅), 사로(斯盧), 신라(新羅)로 불리던 국명을 신라로 정하여 국호로 확정하였다.
503년(지증 마립간 4년) 한자 국호를 “신라”로 확실히 하며, 왕호를 거서간, 차차웅, 이사금, 마립간 등의 신라 고유어에서 중국식의 “왕”으로 바꿨다. 당시 여러 민족에 한자가 유행하였기 때문에 선비족 등 여러 민족이 한자식 이름과 호칭을 썼다. 이 일에 대한 《삼국사기》의 기록은 다음과 같다.
4년 겨울 10월에 여러 신하가 아뢰기를 “시조께서 나라를 창업하신 이래로 국호가 정해지지 않았거나, 혹은 ‘사라’(斯羅)라 일컫고, 혹은 ‘사로’(斯盧)라 일컬었으며, 혹은 ‘신라’(新羅)라고도 하였습니다. 저희들은 ‘신’이라는 글자는 덕업이 날로 새로워진다는 뜻이고, ‘라’라는 글자는 사방을 망라한다는 뜻으로 생각해온즉, 이를 나라 이름으로 삼는 것이 좋을 듯합니다. 또 예로부터 나라를 가진 이들을 보면 모두 ‘제’(帝)나 ‘왕’(王)을 일컬었습니다. 우리 시조께서 나라를 세워 지금에 이르기까지 22세 동안 단지 방언으로만 왕호를 일컫고 존귀한 칭호를 바로잡지 못했습니다. 이제 여러 신하가 한뜻으로 삼가 ‘신라국왕’이라는 칭호를 올리나이다.”라고 하니 왕이 그대로 쫓았다.

‘시라’, ‘서라’, ‘서나’, ‘서야’ 등의 여러 가차자로 기록이 남은 신라의 본래 이름의 당시의 정확한 신라어 발음은 현재 알려지지 않으며, 이름의 뜻에 대한 설은 여러 가지가 있다. ‘쇠’(鐵, 黃金)에서 유래되었다는 설, 동쪽을 뜻하는 ‘새’에서 유래되었다는 설, 새롭게 정착한 곳에서 유래되었다는 설 등이다. ‘서라벌’은 ‘서라’에 넓은 땅을 뜻하는 ‘벌’이 합쳐진 말이다. ‘라’의 모음이 약해져서 탈락하면 ‘서르벌’, ‘서벌’이 된다. ‘라’의 자음이 약해지면 ‘서야’가 된다.
계림(鷄林)이라는 국호의 유래는 《삼국사기》 탈해 이사금 조(9년 봄 3월 기사)에 기술되어 있다. 학자에 따라서는 닭·달·ᄃᆞᆯ + 벌로 재구하여 월성(月城), 양부(梁部)와 같은 단어로 보는 견해가 있으며, 닭(鷄)을 훈음차 새(鳥)로 해석하고 수풀(林)과 합쳐 새불 즉 서벌, 서라벌과 같은 의미로 보는 견해가 있다. 이는 계림의 이칭인 시림(始林)의 '시(始)'를 '새'의 음차로 본다면 좀더 설득력이 생긴다. 계림이라는 명칭은 김씨 왕조를 상징한다는 이유로 신라로 국호가 확정된 이후에도 경주를 지칭하거나 책봉호에 쓰이는 등 계속 사용되었다.
‘라’는 옛 지명에 많이 등장하는데, ‘가야’, ‘임나’, ‘탐라’, ‘서라’, ‘서야’, ‘서나’ 등에 나타난~ ‘라’, ‘나’, ‘야’ 등이 같은 어원에서 비롯되었을 가능성이 있다. 현대 한국어에도 ‘나라’를 비롯해 땅과 관련된 말의 끝에 ‘ㄹ’이 많이 들어간다.

## 역사

### 시대 구분
고려시대에 만든 김부식의 《삼국사기》와 일연의 《삼국유사》에 따라 신라 천년을 3대로 나눈다.
일반적으로 신라의 역사를 시기 구분할 때는 《삼국사기》의 구분을 따른다. 《삼국사기》에서는 왕실의 변화에 따라 상대, 중대, 하대로 나누었다.
- 상대(上代: 1대, 박씨의 시조 또는 신라의 시조 혁거세거서간~28대 진덕여왕, 기원전 57년~서기 645년, 28대 약 730년간)는 성골이 왕위에 오르던 시기이다. 실제 골품 제도가 성립되고 성골 왕실이 확립된 것은 상당히 후대의 일이며, 원시 부족 국가·씨족 국가를 거쳐 고대국가로 발전하여 골품 제도가 확립되는 단계이다. 건국 이후 고대국가로의 발전 및 팽창과 함께 고구려, 백제와 대립하던 시기이다. 상대(上代)는 원삼국시대와 삼국시대를 관통하며, 이때는 신라 문화의 황금기로 해외의 여러 국가와 교역한 시기이기도 하다.
- 중대(中代: 29대 태종 무열왕~36대 혜공왕, 654년~780년, 8대 130년간)는 성골 왕통이 끝나고 진골 왕통이 시작되는 시대로 무열왕계 왕실이 이어지던 시기이다. 오랜 전쟁이 끝나고 삼국을 통일함으로써 한반도의 통일왕조(統一王朝)가 확립되어, 신라가 경제·문화에서 극성기를 이룬 시대이다.
- 하대(下代: 37대 선덕왕~56대 경순왕, 780년~935년, 20대 약 160년간)는 무열왕계 왕실이 끊어지고 내물왕계 진골 왕실이 성립된 시기이다. 왕위 계승권을 둘러싼 내부의 분열, 골품제도가 붕괴되고, 족당(族黨)의 형성 및 왕권의 쇠퇴로 호족(豪族)·해상세력이 등장하고, 후삼국의 등장으로 신라가 약해지던 시기이다.

#### 삼국유사
《삼국유사》는 불교와 연관하여 상고·중고·하고로 신라사를 구분했다.
- 상고(上古: 1대, 박씨의 시조 또는 신라의 시조 혁거세거서간~22대 지증왕, 기원전 57년~서기 514년, 22대 약 600년간)는 불교 전래 이전 시기이다. 역사적으로는 신라가 고대국가로 발전하기 이전 단계를 구분할 때 사용된다.
- 중고(中古: 23대 법흥왕~28대 진덕여왕, 514~654년, 6대 140년, 약 100년)는 불교식 왕명이 사용되던 시기이다. 역사적으로는 골품제 하에 성골 왕실이 성립되어 소멸하기까지의 시기로 보고 있다.
- 하고(下古: 29대 태종무열왕~56대 경순왕, 654~935년, 28대 281년, 약 300년)는 불교식 왕명 사용이 끝난 이후의 시기이다. 하고 시기 구분은 역사적으로 중대와 하대의 구분이 없기 때문에 잘 사용되지 않는다.

한편, 신라의 역사를 5기의 시기로 구분하기도 한다. 이때는 내물왕 이전의 시기(기원전 57년~356년)를 제1기, 내물왕부터 제22대 지증왕까지(356년~514년)를 제2기, 제23대 법흥왕부터 제28대 진덕여왕까지(514년~654년)를 제3기, 제29대 태종무열왕부터 제36대 혜공왕까지(654년~780년)를 제4기, 제37대 선덕왕부터 마지막 56대 경순왕까지(780년~935년)를 제5기로 잡는다.

### 신라의 성립

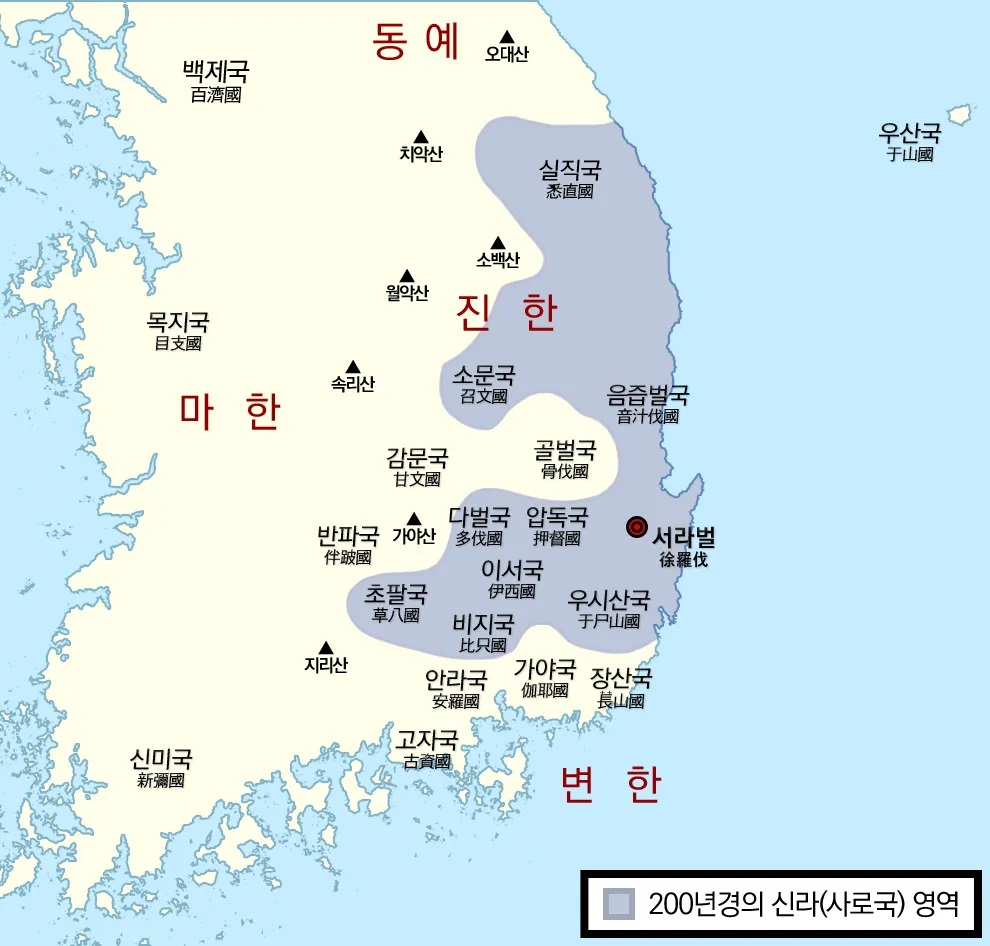
서기 200년경의 사로국 강역.

《삼국사기》와 《삼국유사》는 고조선의 유이민인 진한 6부, 혹은 사로 6촌이 자신들을 다스려 줄 임금을 원하고 있을 때, 하늘에서 내려온 알에서 태어난 혁거세를 맞이하여 기원전 57년(혁거세 거서간 원년) 4월 28일에 거서간(임금)으로 세웠다고 기록하고 있다. 이는 경주 지역의 토착민 집단과 고조선계통 유이민 집단의 결합으로 해석된다. 이처럼 신라는 처음 진한의 소국의 하나인 사로국(斯盧國)에서 출발했다. 기원전 27년(혁거세 거서간 31년)에는 성을 쌓게 하고 금성(金城)이라 불렀다. 이후 동해안으로 들어온 석탈해 집단이 등장하면서 박·석·김의 세 가문이 교대로 왕위를 차지하게 되는 계기가 되었다. 유력 집단의 우두머리는 이사금(임금)으로 추대되었고, 주요 집단들은 독자적인 세력 기반을 유지하고 있었다.
79년(탈해 이사금 23년)에는 장군 거도(居道)의 활약으로 각각 현재의 울산과 부산으로 비정되는 우시산국(于尸山國)과 거칠산국(居柒山國)을 공격하여 병합함으로써 경주의 외부로 영토를 확장하기 시작했다.
4세기 말엽인 17대 내물 마립간(재위: 356년~402년) 때 신라는 활발한 정복 활동으로 낙동강 동쪽의 진한 지역을 거의 차지하는 등 지배세력이 강화되어 중앙집권 국가로서의 발전을 보이기 시작한다. 이때부터 김씨에 의한 왕위 계승권이 확립되었는데, 이것은 왕권이 안정되고 다른 집단들에 대한 통치 집단의 통제력이 강화되었음을 의미한다. 또한 고구려를 통해 전진에 사신을 보내 '시대와 명칭이 바뀌어 예전과 다르다' 하였는데 국력의 강화를 나타내는 것으로 해석된다.
한편 내물 마립간 때에는 해안가로 왜구의 침입을 자주 당했는데, 특히 390년대에 여러 차례 왜의 침입을 받았다. 399년(내물 마립간 44년; 광개토왕 9년)에는 왜(가야·왜·백제 연합군)가 신라에 침입하자 이듬해인 400년 광개토대왕이 군사를 보내어 몰아내는 등 신라는 고구려의 보호를 받았고, 이 때문에 고구려의 군대가 신라 영토 내에 머물기도 했다. 그 후 신라는 고구려의 간섭을 받는 한편, 이 동안에 보다 앞선 고구려의 문화와 또한 고구려를 통하여 중국 북조(北朝)의 문화를 도입하면서 차차 발전하게 되었다.

### 신라의 정치적 발전

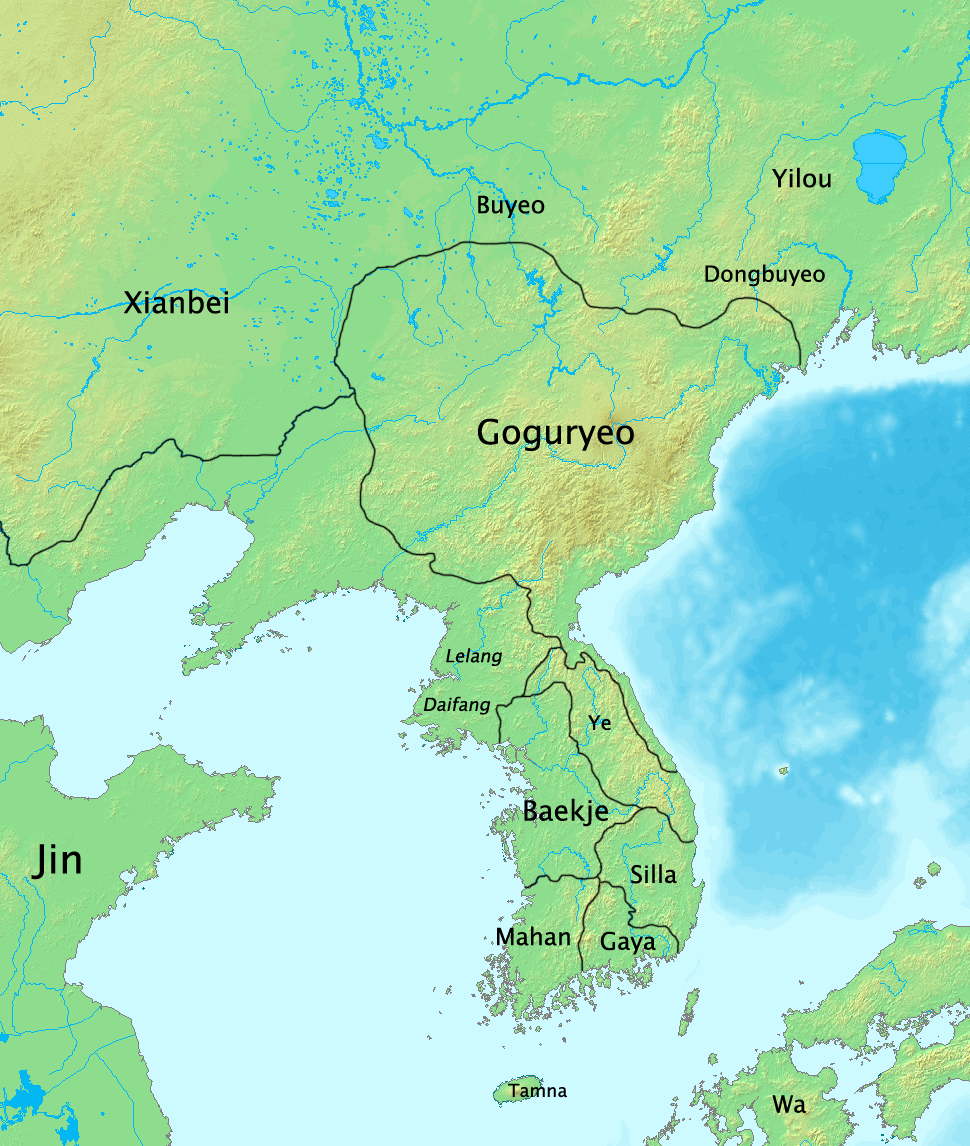
서기 300년경의 판도

신라는 내물 마립간 이후 고구려의 간섭을 받았으나, 5세기 초 백제와 동맹을 맺어 고구려의 간섭을 배제하고자 했다. 5세기 말 신라는 6촌을 6부의 행정 구역으로 개편하면서 발전했다.
지증왕 때에 이르러서는 정치 제도가 더욱 정비되어 국호를 신라로 바꾸고, 군주의 칭호도 마립간에서 왕으로 고쳤다. 또한 수도와 지방의 행정 구역을 정리하였고, 대외적으로는 우산국(于山國)을 복속시키기도 하는 등, 지방 세력과 주변 지역에 대한 지배권을 확립했다.
뒤이어 법흥왕(재위 514년~540년)은 병부를 설치하여 군제를 개혁하고, 율령 반포, 공복 제정 등을 통하여 통치 질서를 확립하였고, 골품 제도를 정비하였으며, 불교를 공인하는 등 주변 세력들을 포섭하고, 왕권을 강화시키고자 했다. 또한 건원(建元)이라는 연호를 사용함으로써 자주국가로서의 위상을 높이고, 532년(법흥왕 19년) 낙동강 하류 지역에 진출하고 김해 지역의 금관 가야를 정복하여 영토를 확장하면서 신라는 중앙집권 국가 체제를 완비했다. 백제와는 연맹 관계를 맺어 백제를 통하여 양(梁)나라와 교역했다. 이때부터는 남조(南朝)의 문화까지 받아들이면서 크게 성장하여, 진흥왕 때에 그 전통을 이룩했다.

### 신라의 팽창

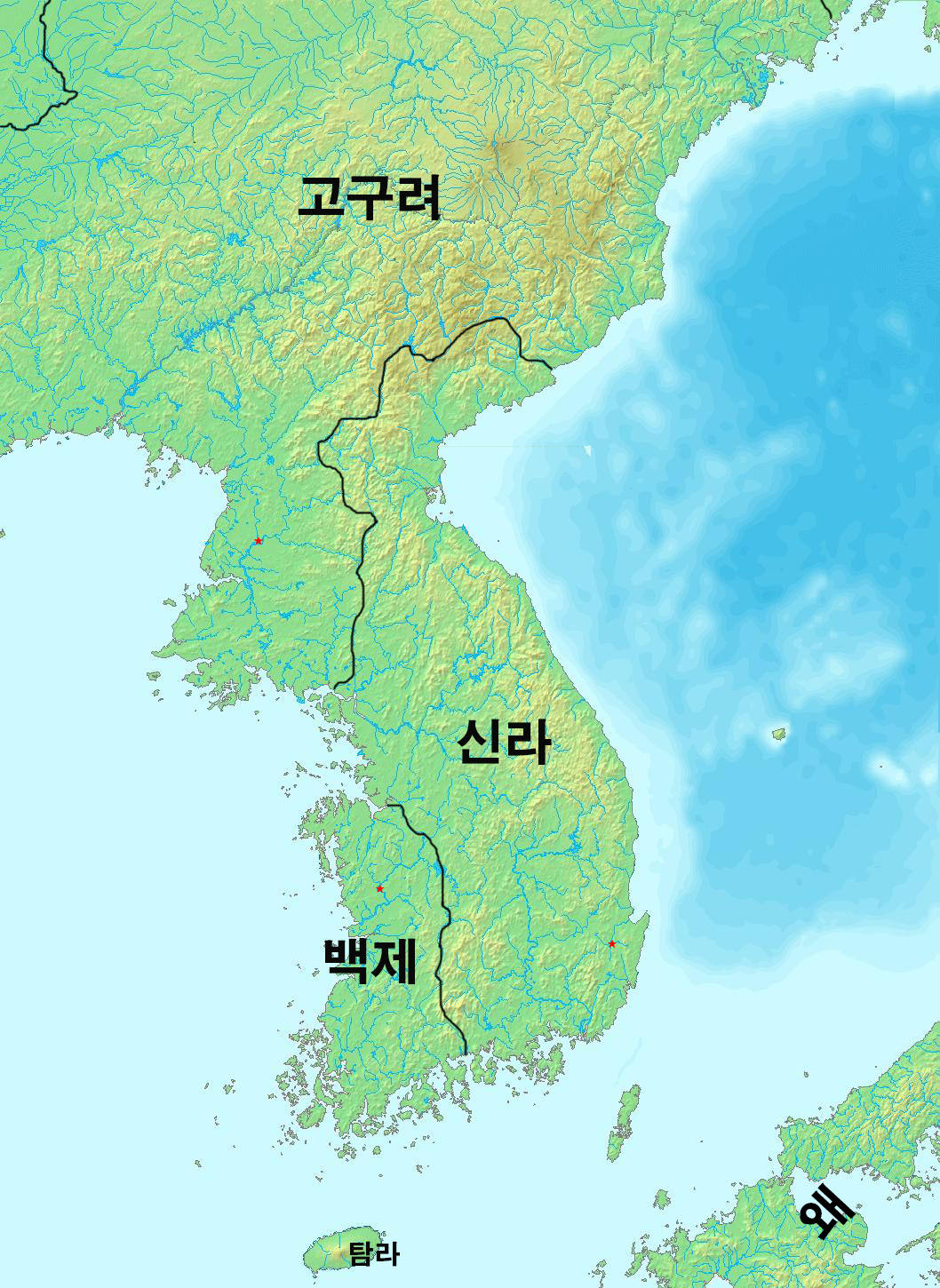
서기 576년. 진흥대왕의 정복 전쟁으로 확장한 신라

신라는 진흥왕(재위 540년~576년) 때에 이르러서는 활발한 정복 활동을 전개하면서 삼국 간의 항쟁을 주도하기 시작했다. 551년 나제동맹을 맺은 신라와 백제는 고구려의 한강 상류 유역을 공격하여 점령했다. 진흥왕은 국가 발전을 위한 인재를 양성하기 위하여 화랑도를 국가적인 조직으로 개편하고, 불교 교단을 정비하여 사상적 통합을 도모했다.
553년(진흥왕 14년), 이를 토대로 신라는 북으로 고구려의 지배 아래에 있던 한강 유역을 빼앗고 함경도 지역으로까지 진출했다. 남쪽으로는 562년(진흥왕 23년) 대가야를 정복하여 낙동강 서쪽을 장악했다. 이러한 신라의 팽창은 낙동강 유역과 한강 유역의 2대 생산력을 소유하게 되어, 백제를 억누르고 고구려의 남진 세력을 막게 되었을 뿐만 아니라 인천만(仁川灣)에서 수나라·당나라와 직통하여 이들과 연맹 관계를 맺게 되어 삼국의 정립을 보았다. 이때의 신라 국세는 이른바 진흥왕 순수비인 창녕비·북한산비·황초령비·마운령비 등이 증명하는 바이다. 이는 이후 신라가 삼국 경쟁의 주도권을 장악하게 되는 계기가 되었다.

### 신라의 위기
신라의 팽창은 고구려·백제 양국의 반격을 초래했다. 진흥왕 대에 복속했던 영토들을 이후에 잃어버렸으며, 선덕여왕(재위: 632년~647년)대인 642년에는 고구려와 백제의 반격으로 서라벌로 향하는 관문인 대야성까지 빼앗기며 위기 상황에 몰리게 되었다.

### 신라의 삼국통일

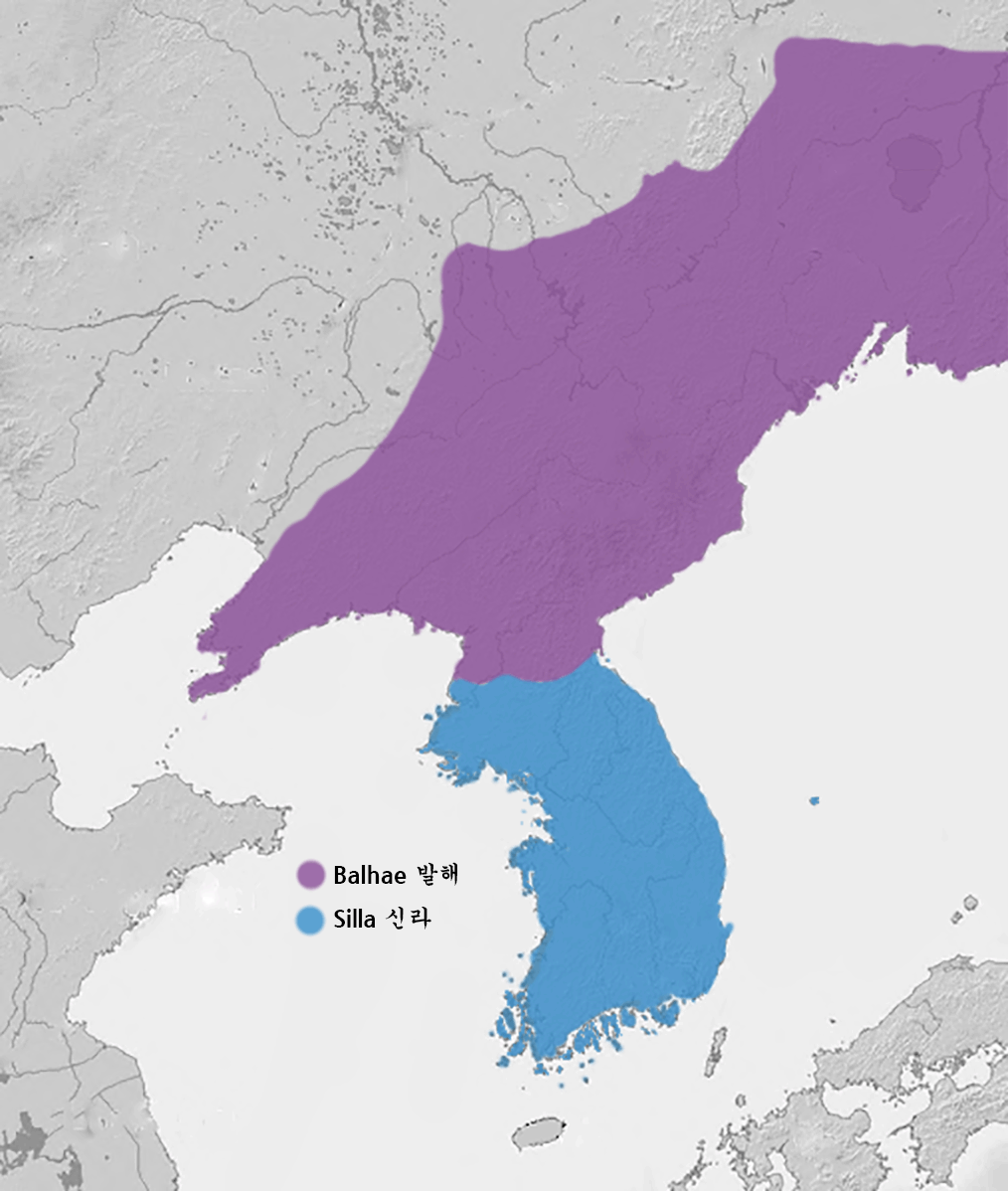
서기 830년. 고구려와 백제를 정복한 통일신라

신라의 삼국통일은 676년(문무왕 16년) 신라가 한반도에서 고구려와 백제를 정복하고 당나라를 격퇴한 것을 말한다.
고구려가 수나라와 당나라의 침략을 막아내는 동안 신라에서는 김춘추가 김유신과 제휴하여 권력을 장악한 후 집권 체제를 강화했다. 이어 고구려와 백제에 대항하여 위기를 극복하고자 했으나, 고구려의 반격을 우려하여 백제가 침공해 오는 것을 효과적으로 막을 수 없었다. 이에 고구려와의 연합을 꾀했으나 실패하였고, 648년(진덕여왕 2년)에 신라와 당나라는 양국이 연합하여 백제와 고구려를 멸망시킨 후에 대동강을 양국의 경계로 할 것을 합의하고 군사동맹을 맺었다.
나·당 동맹 이후, 신라는 백제를 공격했다. 지배층의 문란으로 국력이 쇠퇴하고 있었던 백제는 660년(무열왕 7년)에 사비성이 함락되면서 멸망하고 말았다. 당시 고구려는 잦은 전쟁으로 국력의 소모가 심했고, 연개소문의 아들들의 갈등으로 인해 국론이 분열되어 있었다. 고구려는 결국 당나라의 공격으로 668년(문무왕 8년)에 멸망했다. 당나라는 신라와 연합하여 백제와 고구려를 멸망시키고, 신라를 이용해 한반도를 장악하려는 속셈을 가지고 있었다. 이러한 당나라의 야심에 신라는 고구려와 백제의 유민들 일부와 연합하여 당나라와 정면으로 대결했다.
신라는 고구려 부흥운동 세력을 후원하는 한편, 백제 땅에 대한 지배권을 장악했다. 신라는 675년(문무왕 15년)에 당나라의 20만 대군을 매소성에서 격파하여 나당 전쟁의 주도권을 장악하였고, 676년(문무왕 16년) 11월에 금강 하구의 기벌포에서 당나라의 수군을 섬멸하여 당나라의 세력을 몰아내었다. 이로써 신라는 삼국통일을 달성하고, 대동강부터 원산만까지를 경계로 그 이남의 한반도 지역에 대한 지배권을 확립했다.
이렇게 신라는 가야, 백제, 고구려 등 한반도에 있던 나라들을 차례로 정복하였고, 676년(문무왕 16년)에 나당 전쟁에서 최종 승리하여 당군을 대동강 북쪽으로 축출하여 삼국을 완전히 통일했다. 또한 이후에도 문무왕은 한반도 북부 및 만주 일대에서 고구려 부흥세력을 지원하며 신라군은 당군에 여러 차례 승리하였으며, 결과적으로 당나라의 만주 지배권이 약화되어 고구려 유민과 말갈족이 만주에서 발해를 건국하는 데 영향을 주었다.
신라가 차지하지 못한 만주의 고구려 옛 북부 영토에는 30여 년의 공백기를 거친 뒤 발해(698년~926년)가 들어섰다. 신라와 발해가 공존한 시기를 남북국시대라고도 부른다. 이 때문에 한민족 최초의 통일 국가는 신라가 아니라 고려이며, 신라의 ‘삼국통일’ 대신, 신라의 ‘원삼국 해체기’ 등으로 고쳐 불러야 한다는 주장도 있다. 그러나 고려도 고구려 북부나 발해 영토와 인구는 통일신라와 마찬가지로 통합하지 못했기 때문에 북부 영토의 불완전성을 근거로 신라는 불완전 통합이고 고려는 완전한 통합이라고 달리 볼 수는 없다.
신라의 삼국통일은 외세를 끌여들였다는 점에서 민족주의에 기반한 민족사학자를 중심으로 비판을 받아 왔다. 하지만 한반도 내에서 민족의 정체성은 고려 이후에 완성되었으며, 한반도 내에서 민족 국가의 정체성은 고려로부터 출발하여 조선으로 이어지는 과정에 생긴 것으로 보는 것이 학계의 정설이다. 따라서 시대상을 고려할 때 이러한 비판은 학계 주류로는 인정되지 않고 있다.

### 통일신라의 발전: 왕권의 강화와 제도의 정비

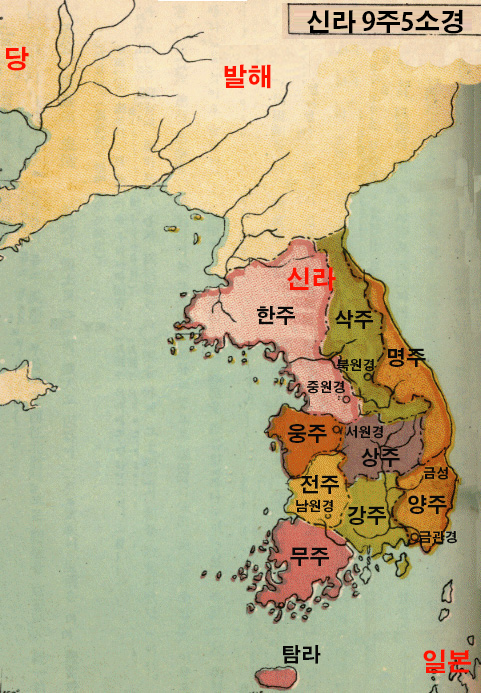
9주 5소경

삼국통일 이후 신라는 영토 확장과 함께 인구가 많이 늘어났다. 오랜 전쟁이 끝나고 대외 관계가 안정되어 생산력이 증대했다. 이 무렵, 신라는 중요한 정치적 변화가 있었는데 태종무열왕 이후에 왕권이 강화되었다는 것이다. 무열왕은 최초의 진골 출신으로 전쟁을 치르는 과정에서 큰 성과를 올려 자연스럽게 왕권을 강화했다. 이때부터 무열왕의 직계 자손만이 왕위를 계승했다.
신문왕 때에는 김흠돌의 모역 사건을 계기로 귀족 세력들에 대한 숙청을 가했다. 이후, 왕명을 받들고 기밀 사무를 관장하는 시중의 기능을 강화하고, 화백회의를 주도하여 귀족 세력의 이익을 대변하던 상대등의 세력을 억제하였으며, 녹읍을 폐지하고 수조권만을 인정한 관료전(官僚田)이 지급하는 등 신문왕은 진골 귀족 세력을 약화시키고, 왕권이 전제화될 수 있는 바탕을 마련했다. 또한 5묘제를 설치하여, 무열왕계의 정통성을 강화했다. 이후 685년(신문왕 5년)에 제13등 사지(舍知)를 설치하여 영(令)·경(卿)·대사(大舍)·사지(舍知)·사(史)의 5단계 관직 제도를 완성하였으며, 같은 해에 지방 제도인 9주 5소경제를 확립했다.

### 정치 변동과 호족 세력의 성장
8세기 후반 신라는 부가 크게 축적되면서 중앙 귀족들 간의 권력 투쟁이 치열해지고, 지방에 대한 통제력이 약화되면서 지방에서는 군사력과 경제력, 새로운 사상을 갖춘 호족 세력이 성장했다.
진골 귀족들은 녹읍제를 다시 부활시키는 등 경제 기반을 확대하여 사병을 거느리고 자신들의 세력 확장을 위해 권력 투쟁을 벌였다. 신라의 중흥을 이끌었던 혜공왕이 죽고 상대등 김양상이 선덕왕으로 즉위하면서, 진골 귀족들 사이에는 힘만 있으면 누구나 군주가 될 수 있다는 생각이 널리 퍼졌다. 이에 경제력과 군사력을 확보한 귀족들은 왕위 쟁탈전을 벌였다. 왕권이 약화되고 귀족 연합적인 정치가 운영되었으며, 시중보다 상대등의 권력이 더 커지게 되었다.
이러한 과정에서 녹읍을 토대로 한 귀족들의 지배가 유지되는 한편, 대토지 소유가 확대되었고, 농민들의 부담은 가중되었다. 또한 자연재해가 잇따르고, 왕족과 귀족의 사치와 향락으로 국가 재정이 바닥났다. 백성들에 대한 강압적인 수취가 뒤따르며 살기가 어려워진 백성들은 토지를 잃고 노비가 되거나 도적이 되기도 했다. 그리하여 중앙 정부에 대한 불만이 높아지고 지방에서 반란이 잦아지게 되었다.
9세기 중엽의 문성왕 이후 중앙 귀족은 지방 세력의 위협에 대처하기 위해 왕위 쟁탈을 위요(圍繞)한 정쟁(政爭)을 식히고 점차 타협하는 경향을 나타내었다. 한편 골품제로 중앙의 정치 무대에 참여할 수 없었던 지방 세력은 중요한 활동 무대를 해상무역(海上貿易)에서 찾게 되었다. 이리하여 공적인 조공(朝貢)의 형식으로 행해지던 대외무역은 점차 민간무역에서 주도하였다. 이들은 당나라뿐만 아니라 일본과도 활발히 교역했다. 그러나 당과의 무역이 가장 성하여서, 신라인의 왕래가 빈번한 산동반도나 장쑤성 같은 곳에는 신라방(新羅坊)이 생기고, 이를 관할하기 위한 신라소(新羅所)라는 행정기관이 설치되었다. 또 거기에는 신라원(新羅院)이라는 사원이 세워졌는데, 장보고가 문등현 적산촌(文登縣赤山村)에 세운 법화원(法花院)은 가장 유명한 것이었다.
지방 세력가들의 민간 무역이 성행하고, 당나라 조정의 지방 통제권이 약화되면서 해적의 출몰이 잦았다. 이는 성행하는 해상무역에 큰 타격이 되었는데, 이러한 배경 속에 해상의 군진(軍鎭)이 설치되었다. 신라는 본래 변경의 수비를 위하여 육지에 설치하던 군진을 해적들의 활동이 심한 해안의 요지에 설치하여 이를 방비했다. 782년(선덕왕 3년) 패강진(浿江鎭), 828년(흥덕왕 3년) 청해진(淸海鎭), 829년(흥덕왕 4년) 당성진(唐城鎭), 844년(문성왕 6년) 혈구진(穴口鎭) 등이 그것이다.
그중 828년(흥덕왕 3년) 장보고가 설치한 청해진이 가장 대표적이었다. 장보고는 해적 출몰의 방비는 물론 국제 무역을 하여 황해의 왕자가 되었고, 다시 중앙의 정치에도 관여했다. 장보고의 경우와 유사하게 지방에서 일정한 지역에 대한 실질적인 지배권을 대를 이어가며 행사하는 세력가들이 이 시기에는 수없이 나타나게 되었다. 그들은 보통 성을 쌓고 스스로 성주(城主)라고 자처했다.
9세기 이후에 나타난 신라 사회의 이러한 커다란 변화는 상업 발달에 따른 대상인(大商人)의 대두와 대토지 소유의 확대로 점차 구체화되었다. 중앙집권 체제의 약화에 따라 지방의 토호와 귀족들은 점탈 또는 매매의 방법으로 농장을 확대하여 대지주로 성장했다. 또 신라 지방 행정의 말단인 촌락의 인민을 통제하던 촌주(村主)도 역시 토지와 인민을 다스리며 세력을 확장해 갔다. 약화된 국가 권력은 이들 지방 세력을 규제할 수 없었다. 한편 국가의 비호 밑에 발달한 사원도 면세(免稅) 특권을 가지고 토지를 겸병(兼倂), 농장을 확대해 갔다.
한편, 대학자였던 고운 최치원을 비롯하여 당나라로 유학을 갔다가 귀국한 6두품 출신의 유학생들과 선종 승려들은 신라의 골품제 사회를 비판하면서 새로운 정치 이념을 제시하기도 했다. 그러나 이들도 진골 귀족들에 의해 자신들의 뜻을 펼 수 없게 되자 은거하거나 지방의 호족 세력과 연계하여 사회 개혁을 추구했다.

### 후삼국의 성립

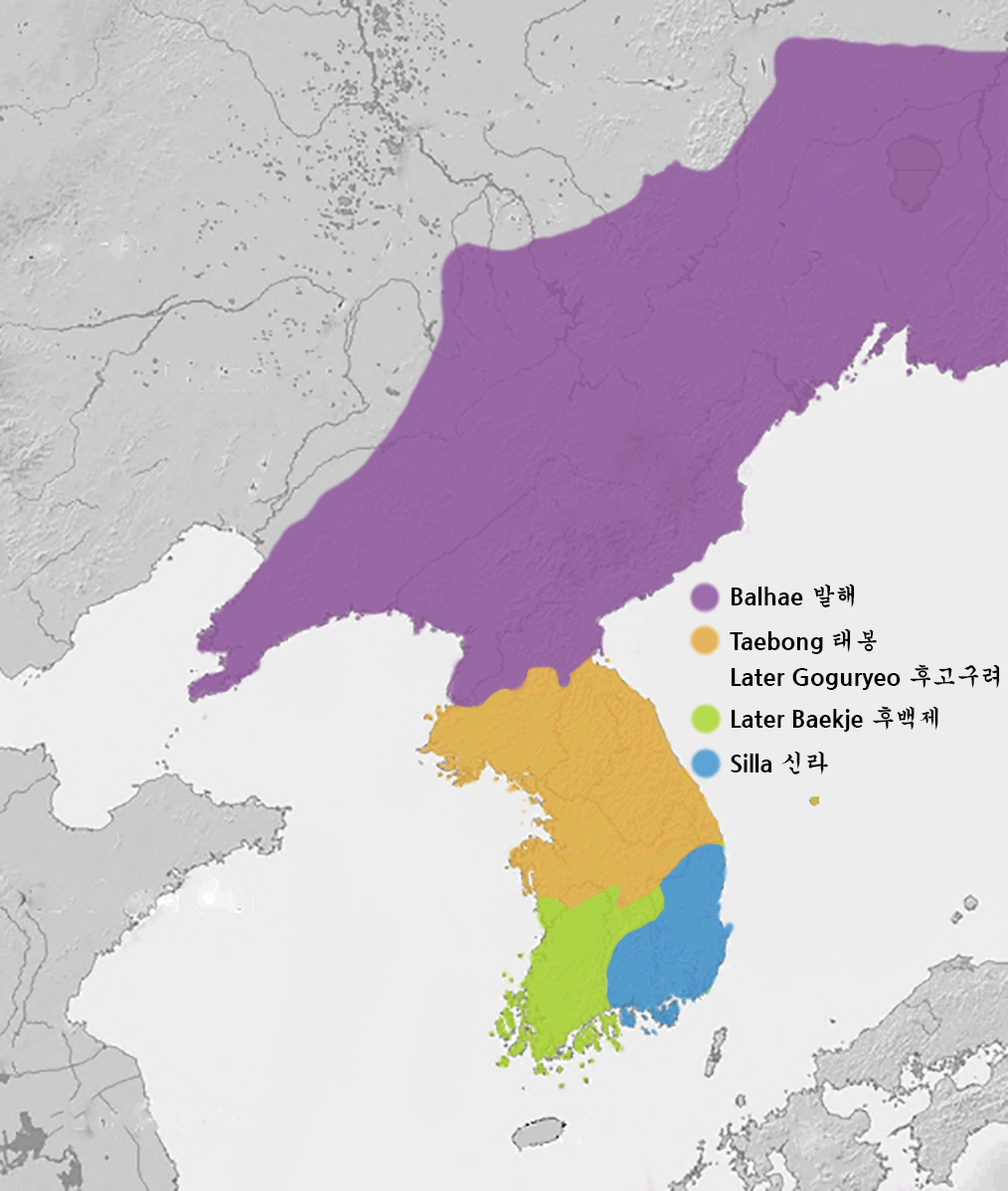
서기 915년

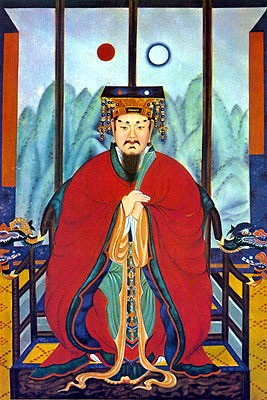
신라 경순왕의 실제 어진

10세기로 들어오면서 지방에서 성장하던 견훤과 궁예는 신라 말기의 혼란을 틈타 독자적인 정권을 수립했다. 이에 따라 신라는 그 지배권이 축소되면서 후고구려와 후백제가 대립하는 후삼국 시대가 전개되었다.

### 신라에서 고려로
호족 출신이자 태봉의 장군이었던 태조 왕건은 고려를 건국한 후, 적극적으로 친신라 정책을 펼쳤다. 그의 신라에 대한 우호 정책은 신라인들을 회유하는 데 유용했다. 실제로 태조는 후백제가 신라를 공격하자 고려군을 파견하여 신라군을 도와 후백제군에 같이 맞서 싸움으로써 신라인들의 신망을 얻었다. 그 결과 마의태자 등의 일부 반대에도 불구하고 경순왕은 신라의 백성들을 더 이상 희생시키고 싶지 않다는 이유로 935년(경순왕 9년) 10월 신라를 고려에 귀순시켰다.
고려 태조는 경순왕을 태자보다도 더 극진하게 예우하며, 신라 수도 서라벌(徐羅伐)을 경주(慶州)로 개칭하고, 신라의 문화를 그대로 받아들임과 동시에 경순왕의 사촌 여동생인 신성왕후와도 혼인했다. 이후 고려는 신라와 고구려의 계승을 표방했다. 《삼국사기》를 저술했던 고려의 김부식은 “그때 만약 힘껏 싸우며 지키는 데 사력을 … 다했다면, 반드시 그 종족(宗族)을 멸망시키고 무고한 백성들에게까지 해가 미쳤을 것이다.”라고 논평하며, 경순왕의 귀순을 긍정적으로 평가했다.
또한 고려 태조는 천년 국가였던 신라의 마지막 왕인 경순왕을 기리기 위해 자신보다 먼저 경순왕의 어진을 제작하였고, 그 복사본이 오늘날까지 전해지며 한반도에서 가장 오래된 어진이 되었다. 고려왕의 어진이 조선 세종 때 불태워지거나 땅에 묻혀버린 것과 비교하면, 신라의 귀순을 결정했던 경순왕의 어진이 조선시대까지 보전된 것은 멸망 후에도 신라 왕실은 존숭되었음을 의미한다.
한편, 신라의 귀순을 반대했던 마의태자는 통곡하며 경순왕에게 하직 인사를 올렸고, 개골산으로 들어가 삼베옷을 입고 초식으로 연명했다는 전설이 전해진다. 막내아들은 화엄종에 귀의하여 법수(法水)·해인사에 드나들며 망국(亡國)의 한(恨)을 달랬는데 승명이 범공(梵空)이라 한다. 마의태자와 범공은 끝까지 신라에 충절을 지킨 인물로 평가된다.
고려 제8대 국왕인 현종은 신라 왕실의 외손이고, 이후 왕위를 계승한 이는 모두 현종의 자손이므로 고려 왕실의 정통성은 신라로부터 나온다. 신라는 고구려나 백제와 달리 스스로 귀순함으로써 백성을 살렸고, 고려로부터 수도와 문화가 보전되며, 고려가 멸망할 때까지 474년 동안 신라 왕실은 명맥을 이어갈 수 있었다.

## 통치 제도

### 삼국 시대
신라는 원래 육부(六部) 연맹에서, 출발 근처의 작은 부족연맹을 병합·정복하여 국세가 점점 강해져서 백제와 고구려를 정복하고 한반도를 통일했다. 따라서 지방 관제도 그 국세의 확장에 따라서 확대·발전되어 갔다. 신라는 고구려와 백제로부터 왜국으로 승려의 통행만을 허락했다.
그리하여 지증왕 때는 주군(州郡) 제도가 처음 생겼고, 영토의 비약적 발전을 보게 된 법흥·진흥왕 때에는 그 지방 관제가 확립된 듯하다. 신라의 지방 행정조직은 군사조직과 밀접한 관계를 맺어 중요한 곳은 주(州)로 삼았다. 주에는 군주(軍主)를 두어 그 영역의 군정을 맡아서 이를 통치하게 했다. 군주 밑에는 여러 성주가 있었다. 또 《양서》〈열전〉신라전에 따르면, 신라가 동해 남단에 편재(偏在)할 당초에는 경주 부근에 6부(六部)가 있었고, 기외(畿外)에는 52읍륵(邑勒)이 있었던 모양이다. 그러다가 영토가 확대됨에 따라 차차 주현 제도가 확립되어 갔다. 한편 중요한 곳에 소경(小京)을 두었는데, 514년(지증왕 15년) 정월 아시촌(阿尸村)에 처음 설치하였고, 557년(진흥왕 18년) 점차 국원(國原) 등에 추가하여 5소경이 확립되었다. 소경에는 지방 장관인 사신(仕臣)을 파견하여 다스렸다.

### 남북국 시대
삼국통일 이후 신라는 확대된 영역을 통치하기 위하여 더욱 강력한 왕권 아래 정치 체제를 재정비해야 했다.
태종무열왕 때부터는 왕족의 혈연적 제약을 벗어나, 종래 ‘성골(聖骨)’의 신분만이 계승한 왕위는 이후 ‘진골(眞骨)’로 바뀌었고, 왕권이 강화되면서 골품제는 진골을 제1급으로 하여 확립되었다. 또 종래의 불교식 왕호 대신 중국식 칭호를 사용하여 왕권의 존엄성을 높였다.
모든 관료는 엄격한 신분 제약을 받아야 했고, 율령정치(律令政治)가 강화되면서 전통적인 족장 회의제의 정치 체제는 관료 정치의 성격으로 전환되었다. 따라서 중앙 관료를 감찰하는 기관을 위시하여 여러 중앙 관서가 분화·확충되었다. 골품제와 더불어 신라의 17관등(官等)의 관료 체제가 확립된 것도 실제로는 신라의 삼국을 통일한 시기의 일로 보아야 할 것이다. 그리하여 최고의 행정기관인 집사부(執事部)가 651년(진덕여왕 5년)에 설치되고, 형률(刑律) 사무를 관장하는 이방부(理方府)의 규범 60여 조가 새로 정해지고, 감찰 기관인 사정부(司正府)가 신설되었으며, 문무왕 때에는 주·군에 외사정(外司正)을 두어 지방 관리의 감찰을 담당케 했다.
이 밖에도 조부(調部)·예부(禮部)·선부(船部) ·위화부(位和府)·사록관(司祿館)·병부(兵部)·창부(倉部)·승부(乘部)·예작부(例作府)·영객부(領客部) 등을 설치했고, 도성(都城)의 수축이나 사찰을 영조(營造)할 때마다 소관의 관서가 세워졌다.
왕권 강화의 추세에 따라 군현의 명칭과 관호(官號)가 전면적 중국식으로 개편되었다. 이러한 새로운 관료 체제의 지향은 진골 신분의 반발 때문에 혜공왕(惠恭王) 때에는 다시 원래의 칭호로 환원되었고, 이후 진골 신분 간에는 치열한 왕위 쟁탈전이 야기되었는바 선덕왕·원성왕은 모두 그러한 싸움에서 승리하여 왕위에 즉위했다.
신라는 영토 확장에 따라 신문왕 때 9주와 군현을 설치하여 갔고, 또 정치·군사상의 요지에는 5소경(五小京)을 두었다. 종래 전략상의 의의가 컸던 주의 장관인 군주(軍主)는 문무왕 때에는 총관(摠管)으로, 원성왕 때에는 도독(都督)으로 개칭되어 점차 지방 행정적인 임무를 맡게 되었다.
주 밑에는 군(郡)을 두고, 군 밑에 현(縣)을 두어, 장관을 각기 태수(太守)·현령(縣令)이라 칭했다. 이들 지방 장관은 관계(官階)상으로 일정한 제한이 있었다.
신라는 고구려와 백제의 세력을 규합하기 위하여 고구려와 백제의 귀족을 일정한 제한 밑에서 신라의 관료 체제에 흡수했다.
군현 외에 신라에서 특수한 것으로는 일종의 천민 집단(賤民集團)인 향(鄕)·소(所)·부곡(部曲)이 있었다. 지방의 호족은 지방 관서의 하급 관리로 임명하고, 이들을 검찰하고 번상(番上)·시위(侍衞)케 하여 그들의 지방에서 발호를 견제하는 수단으로 삼았다.
삼국통일 이후 신라는 강력한 군사 조직이 필요하자 종래의 6정을 개편·확충하고 중앙의 군단 조직인 9서당(九誓幢)과 지방의 군대 조직인 10정(十停)을 배치하여 복속민을 회유·견제했다. 또 5주서(五州誓)와 3무당(三武幢) 등을 두어 군제를 보충 내지 확충했다.

#### 통치 조직과 운영
통일신라 시기에 접어들어 나타난 두드러진 변화의 하나는 민(民)에 대한 국가의 지배력이 강화되었다는 점이다. 삼국 후기부터 지방 통치 조직이 확대됨에 따라 전국의 민과 토지에 대한 국가의 지배력이 점차 강화되었는데, 이는 삼국통일 이후에 제도적으로 정비되었다.
이 시기 신라 행정조직의 말단 단위는 촌(村)으로, 이는 자연적인 경계에 따라 형성된 촌락이었다. 이런 촌을 단위로 3년마다 경작지의 면적, 호구, 가축, 과실수, 뽕나무 등이 조사되어 민정문서가 작성되었고, 그 기간 내에 변동된 사항도 그때마다 보고되어 문서에 추기(追記)되었다. 이를 바탕으로 매년 조세와 역역(力役)이 부과되었다. 각 촌의 위에는 이 같은 자연촌락 몇 개가 묶인 행정촌이 있었으며, 거기에는 촌주(村主) 한 명이 있어 행정 업무를 도왔다. 촌주는 현지인이 되었는데, 삼국 시기와는 달리 그 세력이 크게 약화되었다. 각 행정촌은 상급 기관인 현에 귀속되었으며, 현은 군에 속했다. 그리고 소경과 군에 직접 귀속된 촌들도 있었다. 군의 상급 기관이 주였고, 주와 소경은 조정에 직속되었다. 업무에 따라 중앙에서 군에 직접 하달하고 군에서 중앙으로 직접 보고하는 경우도 있었다.
이 밖에 부곡(部曲)과 향(鄕)이 있었다. 이들의 성격에 대해선 일반 군·현의 주민과는 달리 천민 신분에 속하는 이들이 거주하던 지역을 특수 행정 단위화했다는 설이 있어 왔는데, 근래에는 군·현으로 편제하기에는 규모가 작은 지역을 부곡과 향으로 삼았다는 설이 제기되었다.
각급 지방관은 중앙에서 파견하였고, 주와 군에는 각각 감찰관을 따로 파견했다. 그리고 10정(十停)이라 하여, 전국의 주요 지점 열 곳에 군영을 설치하고 군대를 상주시켰다.
그 밖에 지방민의 신앙과 의례(儀禮)의 대상이 되어온 전국의 주요 산과 하천에 대한 제사도 정비하여 중앙에서 간여했다. 이들 제사는 지방민의 결집에 구심점이 될 수 있는 것이므로 이를 통제하고자 한 것이다.
중앙의 각급 관서들도 확충되었다. 그중 왕 직속의 집사부(執事部)가 행정의 중심기관이 되었다. 또 감찰기구인 사정부(司正部)가 강화되었는데, 이는 확충된 관료기구를 효율적으로 통제하기 위한 것이었다. 중앙군의 핵심으로 9서당을 두었고, 왕실의 경호를 맡는 시위부(侍衞府)를 개편, 강화했다. 이들 기구는 왕권과 중앙권력을 뒷받침하는 핵심적인 물리력이었다.
삼국 시기 이래 관리에 대한 주된 보수 지급 방법은 녹읍(祿邑)을 주는 것이었다. 녹읍은 촌 이상의 단위로 주어졌고, 녹읍의 거주민들이 국가에 내야 하는 조세를 관리가 대신 받아 가게 했다. 이 같은 녹읍은 7세기 후반 신문왕대에 폐지되고, 대신 관리들에게 녹봉(祿俸)이 매달 지급되었다. 이는 녹읍지의 민으로부터 관리가 직접 조(租)를 받는 데 따른 민에 대한 경제외적 침탈을 막기 위한 조치였을 것이다. 이 역시 귀족들의 세력을 억제하고 중앙집권력을 강화하기 위한 조치였다. 그런데 757년(경덕왕 16년) 다시 녹봉제가 폐지되고 녹읍제가 부활했다. 이는 행정적인 번거로움과 함께 귀족 세력의 반발 등에 기인한 것으로 여겨진다.
이렇듯 일단 외형상 고도로 중앙집권화된 통치 조직이 정비되어 국가 권력이 촌락 내부에까지 깊숙이 뻗쳤다. 하지만 국가 권력이 촌락 사회에 작용한 정도는 아마도 지역에 따라 차이가 있었을 것이다. 어떻든지 간에 삼국 시기와 비교했을 때 집권력이 현저하게 강화되었음이 분명하다.
이처럼 정비된 통치 조직을 바탕으로 왕은 강력한 권력을 행사했다. 귀족 회의는 존속하였으나 권능이 크게 약화되었고, 왕은 전제군주의 면모를 지녔다. 유교적 정치이념이 전면에 내세워졌고, 충과 효가 주요한 덕목으로 강조되었다. 왕호도 유교식이어서, 6세기에서 7세기 중반까지의(中古期) 불교식 왕명과 차이를 보였다. 《삼국사기》에서는 신라사를 시기 구분하면서 무열왕(김춘추)에서부터 그의 직계 후손이 왕위를 이어간 1백여 년간의 시기를 중대(中代)라 했다. 이런 구분은 상당히 큰 의미를 지니는 것이라 할 수 있다.
그런데 이처럼 관료 조직이 정비되고 왕권이 전제화되었지만, 중대의 집권 체제는 일정한 한계를 지니고 있었다.
먼저 관료제는 그 실제 운영에 있어 신분제에 의한 제약을 강하게 받고 있었다. 관리들은 출신 신분에 따라 관직의 임용에서 차별을 받았고, 비(非)진골 신분의 인사들이 승진하는 데는 제도적 한계가 있었다. 중요 관서의 장은 진골 귀족만이 취임할 수 있었으므로, 자연 권력은 소수의 진골 귀족 출신에 집중되었다. 그리고 관리의 선발은 보편적인 제도 없이 궁술(弓術)과 추천에 따라 이루어졌다. 활이 주요 병장기였던 고대 초기에는 궁술이 개인의 능력을 나타내주는 기준이 될 정도의 의미밖에 없었다. 결국 관리가 되는 주된 길은 귀족의 천거를 받는 것이었다. 천거를 받을 기회는 제한된 것일 수밖에 없었으니, 자연 중앙 정부에 참여할 수 있는 길은 매우 좁았다.
이런 관리 선발 방식은 왕권과 중앙 정부의 정치적 지지 기반을 근원적으로 취약하게 만들었고, 한편으로는 진골 귀족의 정치권력을 증대시켜 주는 결과를 가져왔다. 7세기 후반 통일 전쟁과 새로운 체제의 정비 과정에서 이루어진 귀족층에 대한 대규모 숙청으로 귀족 세력이 크게 약화되었지만, 점차 시간의 흐름에 따라 진골 귀족의 세력이 재차 강화되었다. 이는 신라 중대의 지배체제를 바닥에서부터 위협하는 것이었다.
| 관부 이름 | 직무 | 장관                     |
| --- | --- | ------------------------ |
| 집사성(執事省) 병부(兵部) 조부(調部) 창부(倉部) 예부(禮部) 승부(乘部) 사정부(司正部) 예작부(例作部) 선부(船部) 영객부(領客部) 위화부(位和部) 좌우이방부(左右理方部) 공장부(工匠部) | 국가 최고 정무 군사(軍事) 공부(貢部 : 세금 관계) 창고 사무(倉庫事務) 교육 의례(敎育儀禮) 마정(馬政) 감찰(監察) 영선(營繕) 주선(舟船) 외빈 접대(外賓接待) 인사 사무(人事事務) 사법(司法) 공장(工匠) | 중시(中侍) 영(令) 감(監) |

## 경제

### 삼국 시대
혁거세 거서간은 농사와 누에치기에 힘쓰도록 권장하여 토지의 이로움을 다 얻도록 했다.
신라는 고대국가로 성장하는 과정에서 정복한 지역에 지배자를 내세워 토산물을 공물로 수취했다. 토지와 노비는 왕토사상에 기반하여 국왕에 종속되었다. 전쟁 포로는 관직을 겸한 귀족이나 병사에게 노비로 하사하거나, 군공을 세운 자에게 토지와 농민을 식읍(食邑)·사전(賜田)으로 주었다. 또한, 고위 관료는 녹읍을 지급 받았는데, 수급자가 토지로부터 일정한 양의 조(租)를 받을 뿐 아니라, 주민을 노역에 동원할 수 있는 권리도 함께 하사받았다.
중앙집권 체제를 정비한 이후에는 조세 제도를 마련했다. 재산에 따라 호(戶)를 상·중·하로 나누어 곡물과 포(布), 지역의 특산물을 거두었다. 그리고 농업 시책과 구휼 정책을 시행했다. 철제 농기구를 일반 농민에게 보급하여 소를 이용한 우경을 장려하고, 황무지 개간을 권장하여 경작지를 확대하였으며, 저수지를 만들거나 수리하여 가뭄에 대비했다. 왕궁, 성, 저수지 수축에 필요한 노동력은 15세 이상의 남자를 동원했다. 그리고 노비 중에서 기술이 뛰어난 자에게 무기, 장신구 등을 생산하게 했다. 그러나 점차 국가 체제가 정비되면서 무기, 비단 등 수공업 제품을 생산하는 관청을 두고 수공업자를 배정하여 필요한 물품을 생산했다.
삼국 시대에는 농업 생산력의 수준이 낮아 서라벌과 지방 거점에서만 시장이 형성되었다. 신라는 5세기 말 서라벌에 시장을 열어 물품을 매매하게 하였고, 6세기 초 시장을 감독하는 관청인 동시전을 설치했다.

### 남북국 시대
삼국통일 이후 신라의 영토와 인구가 크게 늘고, 경제적으로도 비약적인 발전을 했다. 신라와 당은 우호관계를 회복했고 상인, 승려, 유학생들은 활발히 왕래했다. 무역도 활발해져서 신라는 당에 금·은 세공품, 인삼 등을 수출하고, 서적, 도자기, 비단, 옷, 공예품 등을 수입했다. 또한 비단길과 해상을 통해 서역의 문물과 상인들이 신라에 오기도 했다.
신라의 주요 항구로는 울산항과 당항성이 있었으며, 이곳을 통해 서역과 동남아시아의 물품들이 들어왔다. 9세기 초 신라의 장군 장보고는 청해진이라는 해적 소탕 기지이자 무역거점을 설치하고 중국 및 일본과의 교역 거점을 마련했다.
신문왕은 687년(신문왕 7년)에 관료전을 지급하고, 토지 제도를 바꾸어 식읍을 제한하고 녹읍도 폐지하였으며, 대신 세조(歲租)를 지급했다. 722년(성덕왕 21년)에는 백성에게 정전(丁田)을 지급했다. 다만 관료전은 조의 수취만을 허락한 것으로 생각되며, 따라서 관직에서 물러나면 국가에 반납해야 하는 것으로 추정된다. 아울러 이전부터 시행해 오던 구휼 정책을 더욱 강화했다. 이런 조치는 귀족에 대한 국왕의 권한을 강화하고 농민 경제를 안정시키려는 것이었다. 또한 조세는 생산량의 10분의 1 정도를 수취하여 통일 이전보다 완화했다. 공물은 촌락 단위로 그 지역의 특산물을 거두었다. 역은 군역과 요역으로 이루어졌으며, 16세에서 60세까지의 남자를 대상으로 했다.
그러나 왕권이 약해진 757년(경덕왕 16년)에는 녹읍이 부활하고, 관료전과 세조는 폐지되었다.
신라는 촌락의 토지 크기, 인구 수, 소와 말의 수, 토산물 등을 파악하는 양전을 실시하여 〈민정문서〉를 만들고, 조세, 공물, 부역 등을 거두었으며, 변동 사항을 조사하여 3년마다 〈민정문서〉를 다시 작성했다.
현존하는 〈민정문서〉는 1933년 일본 나라(奈良) 도다이지(東大寺) 쇼소인(正倉院)에서 발견된 통일신라의 서원경(西原京) 지방 촌락 장적(帳籍)이다. 촌에는 관모전답(官謨田畓)·내시령답(內視令畓)·마전(麻田) 등이 할당되어 촌민이 경작하였으며, 촌주는 촌주위답(村主位畓), 촌민은 연수유답(烟受有畓)을 받았음을 알 수 있다. 여기에 보이는 연수유답을 정전으로 보는 견해가 유력한데, 농민들의 자영농토로 생각된다.

## 사회

### 삼국 시대
신라는 고구려나 백제에 비해 중앙집권 국가로 발전한 시기가 늦은 편이었다. 그런 만큼 신라는 여러 부족의 대표들이 함께 모여 화백회의를 통하여 왕권을 견제하면서 정치를 운영하고 사회를 이끌어갔다. 특히 최고 신분층인 진골 귀족이 정치적으로나 사회적으로 차지하는 비중이 컸다. 그들은 중앙 관청의 장관직을 독점했다. 6두품 출신은 학문적 식견과 실무능력을 바탕으로 왕을 보좌하면서 정치적 진출을 활발히 했다. 그렇지만 신분의 제약 때문에 중앙관청의 우두머리나 지방의 장관 자리에는 오를 수 없었다.
신라에는 혈연에 따라 사회적 제약이 가해지는 골품제도가 있었다. 골품은 신라 사회에서 개인의 사회활동과 정치활동의 범위까지 엄격히 제한했다. 관등 승진의 상한선이 골품에 따라 정해져 있었으므로, 일찍부터 불만을 가진 사람들도 있었다. 그러나 골품제도는 가옥의 규모와 장식물은 물론, 복색이나 수레 등 신라 사람들의 일상생활까지 규제하는 기준으로서 오랫동안 유지되었다.
귀족들은 금일택이라 불린 저택에서 많은 노비와 사병을 거느리고 살았으며, 불교를 적극 후원했다. 여기에 드는 비용은 지방에 소유한 영지와 목장 등에서 나온 수입으로 충당했다. 귀족들은 국제 무역을 통하여 수입한 진기한 사치품을 선호했다.
신라 청소년들은 화랑 활동을 통하여 전통적 사회 규범을 배우고 여러 계층이 같은 조직 속에서 일체감을 갖도록 하여 계층 간의 대립과 갈등을 완화하는 구실을 했다. 이들은 명산대천을 찾아다니며 제천의식을 행하고 사냥과 전쟁에 관하여 교육을 받음으로써 협동과 단결 정신을 기르고 몸과 마음을 연마했다. 화랑은 신라가 정복 활동을 강화하던 진흥왕 때에 국가 차원에서 그 활동을 장려하여 조직이 확대되었다.
백성들에 대한 제약은 상당했는데, 《삼국사기》에 다음과 같이 나와 있다.
사두품(四頭品)에서 백성까지. 방의 길이와 넓이가 15척(尺)을 넘지 못하고, 산유목(山楡木)을 쓰지 못하고, 조정(藻井)을 하지 못하고, 막새기와(唐瓦)를 덮지 못하고, 짐승 머리 지붕 장식과 높은 처마, 공아(栱牙), 물고기 장식 등을 설치하지 못하고, 금(金)·은(銀)·유석(鍮石)·동랍(銅鑞)으로써 꾸미지 못한다. 섬돌은 산의 돌을 쓰지 못한다. 담장은 육척을 넘지 못하고, 또 대들보를 가설하지 못하며, 석회를 칠하지 못한다. 대문과 사방문을 만들지 못하고, 마굿간은 말 두 마리만을 둘 수 있다.

### 남북국 시대
삼국통일 이후 관료 체제가 확충되는 데 따라서 토지 제도상으로도 획기적인 변혁이 일어났다. 이미 오래전부터 일부 귀족·관료들에게 식읍(食邑)·사전(賜田)의 형식으로 토지·인민 또는 노비가 분배되었다. 한편 관리에게 특수한 경우에 세조(歲租)가 지급되는 수도 있었으나, 일반적으로는 대소(大小) 족장이었을 관리들은 토지와 인민을 녹읍(祿邑) 형식으로 사여(賜與)받아, 그들 원래의 생활 기반을 그대로 지배할 수 있게끔 보장받았던 것으로 여겨진다. 그러나 왕권의 강화와 관료 정치화의 추세에서 이와 같은 토지 사여 형식은 재편성되지 않을 수 없었다.
689년(신문왕 9년) 내외 관료의 녹읍을 폐지하고 그 대신 일종의 녹봉제(祿俸制)로서 관료전인 직전(職田)을 급여했다. 성덕왕 때에는 정전제가 실시되었다. 또한 최근에 와서 발견된 신라의 민정 문서를 통하여 수취 체제 확립을 위한 신라 왕조의 노력을 엿보게 해준다.
신라의 수도인 금성(경주)은 정치 중심지로서 인구가 집중되어 있었다. 그리하여 국내 교역은 물론 중국·일본과의 공·사무역(公私貿易)이 성행하여 수도는 더욱 번창하게 되었다. 통일 이전인 5세기 말에 조정에서는 상인으로 하여금 좌상점포(坐商店鋪)인 시전(市廛)을 개설케 했다. 효소왕(孝昭王) 때에 이르러서는 수도의 동·서·남·북에 시전(市廛)을 갖추게 되고, 시전(市典)이라는 관청을 두어 이를 감독케 했다.
지방에는 행상(行商)에 의한 향시(鄕市)가 일찍부터 벌어져서 물물교환이 행해졌다. 한편 해상 활동이 활발해지면서 관무역은 물론 사무역(私貿易)이 더욱 성행했다. 신라와 당나라 사이에 교역된 물화(物貨)는 각종 금은세공품(金銀細工品)·직물을 위시하여 신라의 인삼, 당나라의 차(茶)와 서적 등이었다. 왕실·귀족과 관서의 수요 물품은 향·소·부곡민의 노역으로 운영된 관영 수공업(官營手工業)으로써 생산되었고, 마포(麻布)나 견직물은 농민으로부터 징수했다.

#### 농민 생활
평민의 대다수는 농민이었고, 소수는 상업과 수공업에 종사했다. 농민은 촌락 단위로, 연령에 따라 6등급으로 구분되었다. 정(丁)과 정녀(丁女)인 20세에서 59세 사이의 남녀를 중심으로, 그 이하의 사람들을 조자(助子)·조여자(助女子), 추자(追子)·추여자(追女子), 소자(小子)·소여자(小女子)로, 그리고 60세 이상은 제공(除公)·제모(除母), 노공(老公)·노모(老母)로 분류되었다. 이런 분류에 따라, 노동력 징발 시 각 촌에 부과될 인원이 정해졌다.
촌락 내에 있는 농민의 토지는 논과 밭으로 구분되어 각각 결부법(結負法)에 따라 면적이 조사되었으며, 이에 따라 조세 부과량이 정해졌다. 결부법은 절대 면적을 기준으로 조세 부과량을 산출하지 않고, 기본적으로 수확량을 기준으로 했다. 결부법에서의 계산 단위는 결(結; 목)·부(負; 짐)·속(束; 뭇)·파(把; 악(握)=줌)이다. 파는 한 움큼(줌)의, 속은 한 묶음(뭇)의, 부는 한 짐의 곡식 줄기를 뜻했다. 또한 각각 10배씩 증가하였고, 다만 100부가 1결(목)이었다. 나아가 각 단위는 곧 그만큼의 수확을 내는 토지 면적을 가리킨다. 아직 비료를 사용하지 않았던 시대이므로 농토에 따라 비옥도의 차이가 컸고, 산과 계곡이 많은 자연지형이었으므로 절대 면적을 기준으로 한 농토의 측량이 여의치 않았다. 그러한 조건에서, 비교적 손쉽게 면적을 산출할 수 있고 조세 부과에 나름의 합리성을 지닌 방법으로 고안된 것이 결부법이었다.
통일신라 시대에 들어서는 이 같은 결부법에 의거한 양전 사업이 널리 이루어졌다. 이후 결부법은 농업 기술의 발달과 농업 생산력의 증대에 따라 면적 산정 방법이 수차에 걸쳐 보완되면서 19세기까지 계속 사용되었다. 당시 농토는 전반적으로 상경화(常耕化)가 이루어지지 않았다. 농토, 특히 그중 밭의 경우는 2~3년에 한 번 경작되었다. 농민들은 조세를 내고 부역을 지는 외에 그 지역에서 나는 특산물을 현물세로 내야 했다.
토지는 국유제가 표방되었고, 722년(성덕왕 21년)에 백성에게 토지인 정전(丁田)을 지급했다는 기록이 있다. 그러나 이때 황무지와 같은 일부 토지를 농민에게 분여하였을 수는 있겠지만, 전국적인 토지 분급이 행해졌다고는 생각되지 않는다. 서원소경 부근의 네 개의 촌락에 관한 기록을 담은 장적 문서(帳籍文書)에서는 ‘연수유전답(煙受有田沓)’이라 하여, 농민이 가지고 있는 땅을 모두 국가에서 분급한 것처럼 표현하고 있다. 이는 전국의 모든 땅은 왕의 것이라는 왕토사상(王土思想)에 따른 표현일 뿐이다. 왕토사상은 국가에서 조세 수취의 정당성을 내세우기 위한 명목이었고, 실제로는 토지의 사적 소유가 널리 행해졌다. 단 농민의 토지 소유가 어느 정도였는지에 대해선 구체적으로 알려진 바가 없다.

#### 노비
당시 일반 농촌에는 노비가 많지 않았다. 위의 장적 문서를 보면, 전체 인구 462명 중 노비가 25명뿐이었다. 그리고 노비 중 정남과 정녀가 19명이었고, 3년간 태어난 노비의 수는 매우 적었다. 이러한 점을 볼 때, 노비가 자신의 호(戶)를 이루며 정상적인 가정생활을 했다고 보기는 어렵다. 이들은 외거 노비(外擧奴婢)가 아닌 솔거 노비(率居奴婢)였을 것이며, 당시 일반 농촌에서 노비의 노동력은 보조적인 역할에 머물렀을 것이다.
노비의 주된 소유층은 진골 귀족이었고, 왕실이 최대의 노비 소유자였다. 숫자가 과장된 면이 없지 않지만, 《신당서(新唐書)》에서는 신라의 제2골 재상가(宰相家), 즉 진골 귀족이 노비를 3천 명이나 소유하고 있었다고 했다. 당시 귀족들은 각지에 농장과 목장을 가지고 있었는데, 자신이 소유한 노비를 부려 그곳에서 경작과 가축 사육을 한 것으로 여겨진다. 그 경우 노비의 예속 형태는 외거 노비였다. 지역적으로 노비가 제일 많이 있었던 곳은 역시 수도였다. 서른다섯 개의 금입택(金入宅)과 같은 귀족의 대저택이 있었고, 그런 집에는 다수의 노비가 있었다. 수도에 사는 귀족의 노비들은 가내 노동과 귀족의 사치 생활을 유지하는 데 필요한 일들에 종사하였고, 일부는 수공업품 생산에도 종사한 것으로 보인다. 왕실과 사찰이 소유한 노비의 경우도 예속 형태가 비슷하였을 것이다.

#### 수공업과 상업
신라의 국가 체제 정비와 함께 종래의 재지(在地) 수장층(首長層)이 소유하고 있던 수공업 생산 수단과 기술 인력이 국가와 왕실 및 일부 귀족에 귀속되었다. 지방 장인(匠人)들의 경우 생산품을 특산물 현물세(調)의 형태로 공납하였고, 중앙에선 이들을 통제했다. 이러한 면은 통일신라 시대에 들어서 더욱 강화되었다.
통일신라 시대 신라의 수공업은 장인들의 소속처에 따라, 내성(內省) 산하의 궁실 수공업, 주요 관서에 귀속되었던 관영 수공업, 귀족들의 사영 수공업 등으로 나누어 볼 수 있다. 각 장인들의 처지는 국가의 통제하에서 신분화되었다. 장인 중 하급 관등을 받아 골품을 지닌 이들이 있었고, 기술 노역만 제공한 평민도 있었다. 노비로서 생산에 참여한 이들도 있었는데, 이들은 궁실 수공업의 주된 노역자였다. 궁실 및 관영 수공업은 국가와 왕실에 소요되는 물품을 할당받아 생산했다. 귀족의 사영수공업도 주로 골품제의 의례에 필요한 각종 물품을 생산하는 등 귀족집안 자체의 수요에 부응하는 형태였다. 이와 같이 수공업은 시장을 상대로 한 상품 생산의 형태로 나아가지는 못했다. 이외에 일반 농민의 가내 수공업은 농업과 함께 결합되어 농민층 자신의 수요를 충당하는 형태였다.
그러나 삼국통일 이후 시간이 지남에 따라 점차 상업이 발달해갔다. 긴 평화기가 지속되는 가운데 농업 생산이 늘고 계층 분화가 진전되었으며, 지역 간의 교류가 활발해짐에 따라 인구의 이동이 있게 되고 수도의 인구가 크게 늘어났다. 그런 가운데 상업에 종사하는 이들이 늘어나고, 상품에 대한 수요가 커졌으며, 일부 상품의 질도 고급화했다. 통일신라 시대 초기 당나라와의 조공 무역에서 신라가 보낸 물품은 주로 자연산 특산품이었는데, 이후 점차 고급 비단과 금속 공예품 등이 많아졌다. 일본과의 교역에서는 금속 제품과 모직물 등을 수출하고, 풀솜과 견직물을 수입했다. 당시 고급 물품은 주로 수도의 궁실 및 귀족에 소속된 공장(工匠)들이 만든 것으로 여겨진다.
신라 조정도 상업을 장려하여, 수도에 시장이 두 곳 더 개설되었다. 당시 상업에 주요 교환매체였던 견포(絹布)의 길이를 정하는 등의 조치는, 상업 발달에 일정한 기여를 했다. 한편 불교계에서도 승려의 상행위는 금지하였지만 일반 신도들의 상업 활동은 인정했다. 그리고 유가론(瑜伽論)의 ‘공교명사상(工巧明思想)’이 유포되었는데, 이는 배우고 익힌 기술로 적은 노력을 들여 많은 재보(財寶)를 만들어 모아, 이것을 여러 중생에게 베풀어 이익을 줄 것을 강조한 사항이었다. 이는 승려들이 장인으로 활동하는 것을 정당화해 줄 수 있는 논거로 받아들여졌고, 나아가 장인들에 대한 사회적 인식을 제고하는 데 기여했다. 실제 당시 유명한 승장(僧匠)이 적지 않았고, 불교 사원에서도 수공업이 행해졌던 것으로 여겨진다.
특히 8세기 후반 이후 집권 체제에 동요가 생기고 국가의 통제가 약화됨에 따라, 상업 활동이 한층 활발해졌다. 해외 무역은 조공 무역 외에 점차 민간인이 행하는 사무역이 성행하게 되었다. 새로운 부원(富源)을 찾아, 그리고 좀 더 자유로운 인간관계 아래에서 더 나은 삶을 추구하기 위해 많은 사람이 바다로 나가 활동했다. 또한 많은 수의 신라인들이 당나라에 건너가 해안 지대 각지에 신라방(新羅坊)이란 집단적인 거류지를 형성했다. 신라 상인들에 의한, 신라와 당과 일본을 연결하는 중계무역도 성행했다. 남부 중국의 무역항을 거쳐 수입된 동남아시아와 서남아시아산 사치품들이 수도의 귀족층 사이에서 애용되었고, 신라 상인들이 아랍 상인들과 직·간접으로 접촉하기도 했다. 신라에 대한 지식이 아랍 지역에 알려진 것도 이 시기였다.
이렇듯 무역이 성행함에 따라, 이를 바탕으로 한 새로운 세력이 서부와 남부 해안지역에서 대두하기 시작했다. 그들 중 일부는 신라 하대에 기존의 국가질서를 위협하는 존재가 되기도 했다.

## 문화

### 삼국 시대

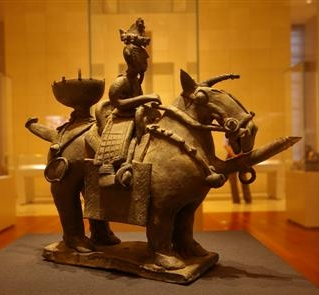
도제기마인물상

신라의 문화는 삼국 가운데 가장 늦게 중국의 선진 문화를 받아들인 만큼 늦게 발전했다. 대신 신라 고유의 독자적인 문화가 발전했다.
중국의 한자가 전래됨에 따라 사서가 편찬되었고, 언어생활에서 이중성이 생겨났다. 중국어와 고대 한국어의 언어 구조가 판이하고 한자가 표의 문자이기 때문에, 구어(口語)와 문어(文語)가 전혀 일치하지 않았다. 이에 따라 불편함을 완화하기 위해 이두(吏讀) 또는 향찰(鄕札)이라는 표기법이 생겨나고, 그에 따른 문학도 발생한다. 이는 한반도에서 유일한 사례이자 조선시대 때 한글이 창제되기 전까지 한민족의 문자로 유용하게 쓰였다.
고분 출토 유물로는 금관을 비롯해서 다양한 금속 세공품과 유리 제품·토기 등이 있는데, 신라의 금관은 그 양식이 시베리아의 샤먼의 관과 통하는 점을 지니고 있어, 불교 수용 이전 시기에 신라 문화의 성격의 일면을 전해 주고 있다. 유리 제품은 유리의 질과 제품의 양식이 로마 지역과 페르시아 지역의 것과 연결되며, 토기 양식 중에도 그러한 요소가 보인다.
또한 신라의 불교 문화는 고구려나 백제에 비해 아주 발달했다. 우선 왕명이 불교식으로 바뀌어 있는데, 법흥왕과 진성여왕 등이 모두 불교식 이름이다. 또한 호국불교라는 특징을 가지고 있다.

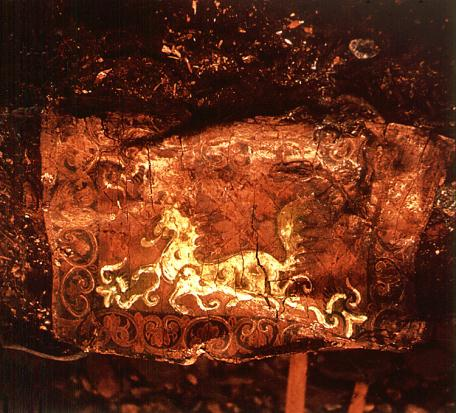
천마도
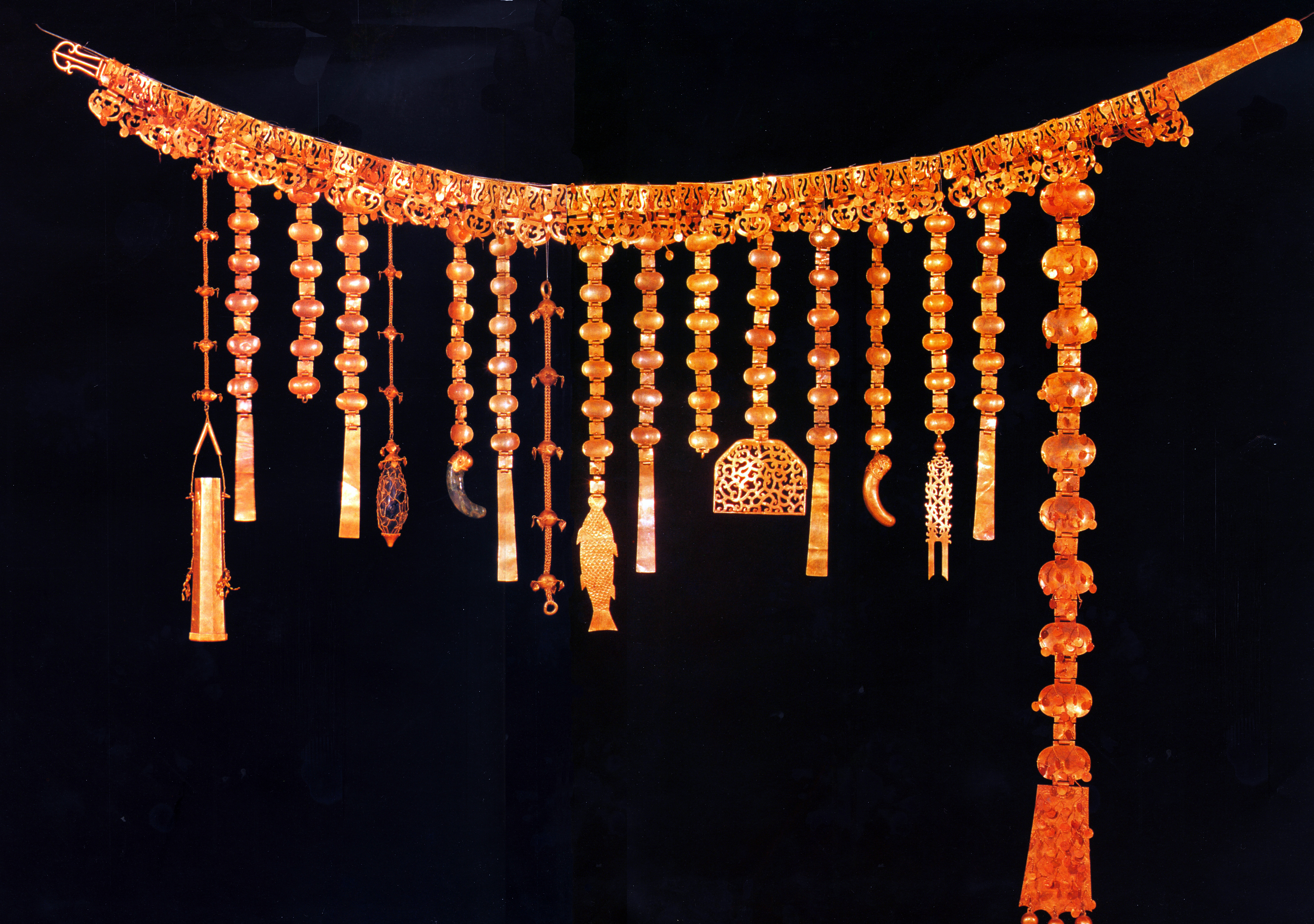
금관총 금제 허리띠
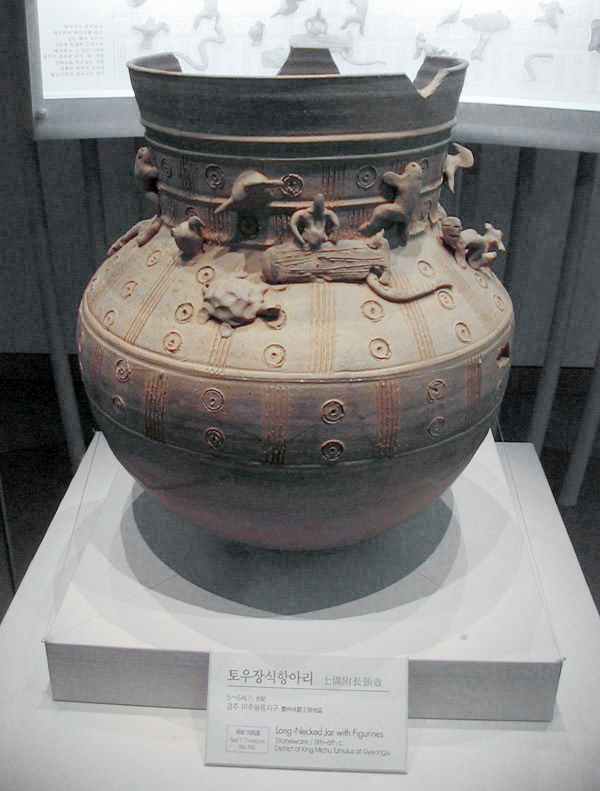
신라시대 토우장식 항아리
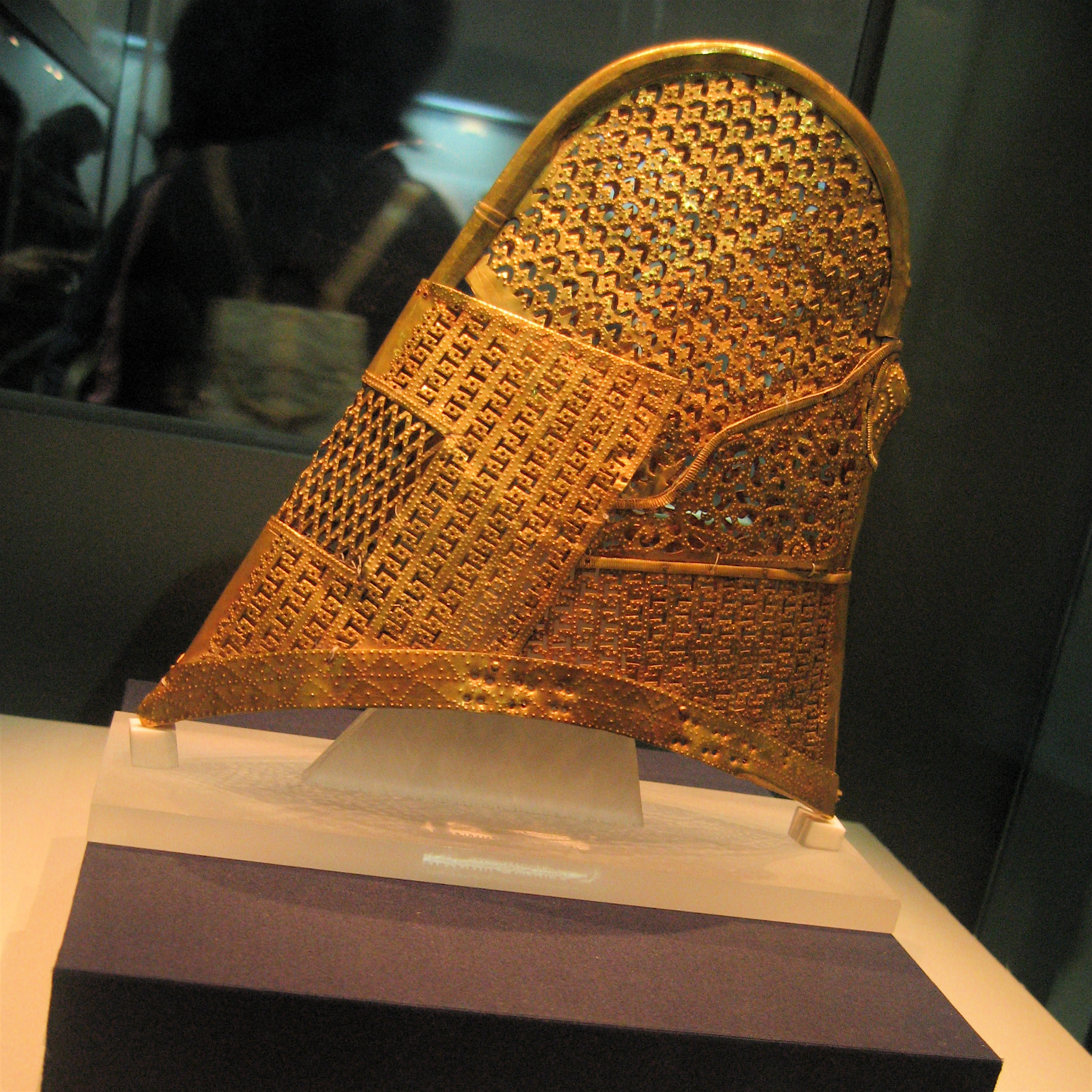
천마총 관모
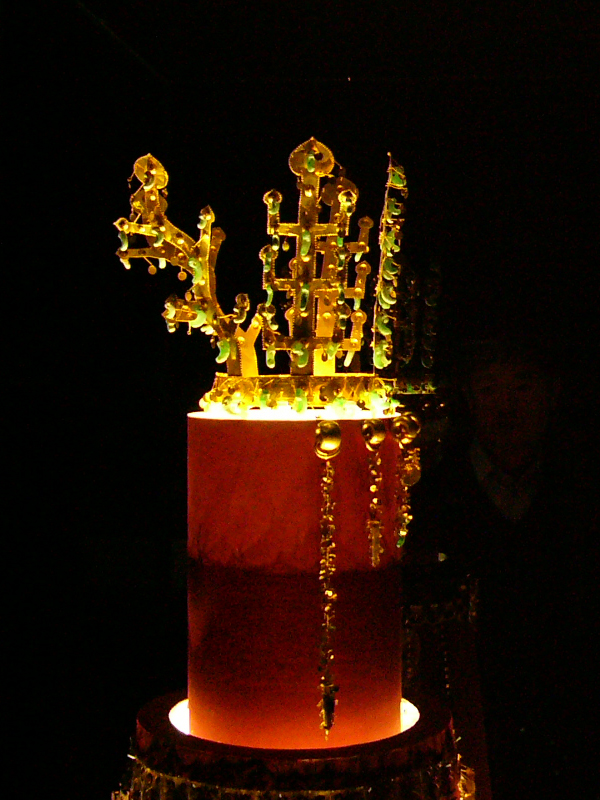
황남대총 북분 금관
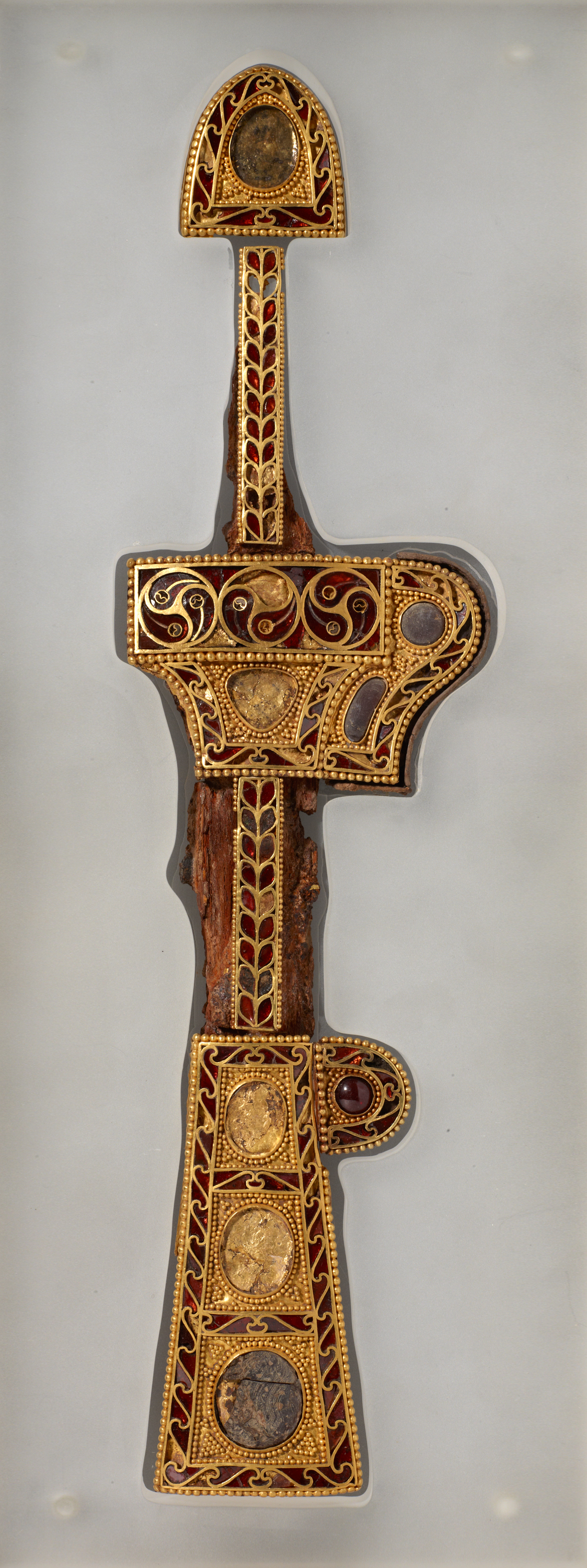
경주 계림로 보검
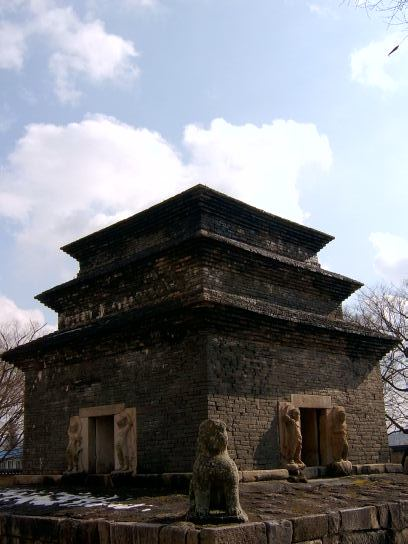
선덕여왕때 지어진것으로 추정되는 경주 분황사 모전석탑
신라의 군기

### 남북국 시대
통일신라의 문화는 사회의 안정과 번영을 토대로 하여 삼국의 높은 문화유산을 집대성한 데 특징이 있다. 그러나 신라의 문화가 그처럼 난숙할 수 있었던 것은 당나라 문화의 영향도 빼놓을 수 없다.
통일신라의 지배적인 사상이 된 불교는 지배층의 적극적 장려로 더욱 융성, 발전했다. 그리하여 경주 부근에는 사천왕사(四天王寺, 679년(문무왕 19년))·불국사(佛國寺, 751년(경덕왕 10년))·봉덕사(奉德寺, 738년(효성왕 2년)) 등 대사찰이 세워졌으며, 지방에는 부석사(浮石寺, 676년(문무왕 16년))·통도사(通度寺, 646년(선덕여왕 14년))·화엄사(華嚴寺, 544년(진흥왕 5년) 창건, 643년(선덕여왕 12년) 중건)·범어사(梵魚寺, 678년(문무왕 18년))·법주사(法住寺, 553년(진흥왕 14년) 창건, 720년(성덕왕 19년) 중건) 등의 대사찰이 세워졌다.
불교의 융성에 따라 학덕이 높은 승려가 많이 나왔다. 자장(慈藏)·의상(義湘)·원측(圓測)·혜초(慧超)가 대표적이다. 이들은 당나라 또는 인도에 가서 역경(譯經)과 저술에 종사했으며, 혜초는 인도에 가서 불적(佛跡)을 순례한 후 《왕오천축국전》을 지어 당시 인도와 서역 여러 나라의 상태를 알려주었다.
고승의 배출과 함께 불교의 여러 종파가 수입되었으니, 열반종(涅槃宗)·계율종(戒律宗) 외에 새로이 화엄종(華嚴宗)과 법성종(法性宗)·법상종(法相宗)이 개창되어 이른바 5교(五敎)가 성립되었다. 이들 다섯 종파는 모두 불교의 경전을 중요시하는 교종(敎宗)에 속하는 것으로서, 귀족들 사이에 신봉되었다.
원효(元曉)는 여러 종파의 대립·상쟁(相爭)을 높은 차원에서 조화·통일하려 하였으며, 불교의 대중화에 노력했다. 그리하여 그는 전도에 따라 대중의 지지를 받는 정토교(淨土敎) 신앙을 대중 속에 널리 유행시켰다. 한편 신라 후기 불교계에는 또 하나의 새로운 경향이 나타났다. 선종(禪宗)의 유행이 그것이다.
신라 왕조의 지배층은 불교의 장려와 동시에 유교 사상을 권장했다. 이러한 경향은 신라의 지배층이 중앙집권적인 통치 체제를 지향하는 과정에서 나타났다. 682년(신문왕 2년)에는 국학이 설립되었으며, 788년(원성왕 4년)에는 독서삼품과(讀書三品科) 제도가 실시되었다. 이러한 유교 진흥책은 종래의 골품제를 지양하고 학벌(學閥) 본위의 관료 체제를 확립하려는 것이었으나, 골품제의 강인한 존속으로 소기의 성과를 거두기는 어려웠다.
유학의 보급에 따라 도당유학생(渡唐留學生)이 증가되고, 강수(強水)·설총(薛聰)·김대문(金大問) 같은 유명한 학자가 배출되어 많은 저술을 남겼다.
자연과학, 분야 특히 농업과 천문학 분야에서도 큰 진전을 보여 7세기에는 첨성대가 축조되고, 8세기 이후 당나라의 과학 기술이 수입되어 천문 관측기구가 제작되었으며, 수학·의학이 발달했다. 또한 이 시기에는 신화와 전설이 기록되었고, 통일 전에 발생한 향가(鄕歌)는 더욱 발달하여 풍부한 서정적 내용을 담은 작품이 많이 나왔다.
삼국 시기의 초기 향가는 아마도 가야의 〈구지가〉와 같은 성격의 노래가 그 시초 형태였던 것 같고, 따라서 민요적인 소박성을 지녔으며, 주술적 기원을 담은 주가(呪歌)의 요소를 지녔다고 여겨진다. 통일기의 향가에도 그런 전통이 이어지는 면이 보이나, 주술적 기원을 불교 신앙을 빌려서 행하는 측면이 두드러지게 나타났다. 그런 점에서 향가는 신라인의 우아하고 숭고한 이상과 기원을 담은 아름다운 종교 문학이라고 할 수 있다. 〈제망매가〉는 그러한 한 예이다. 여기서 작가인 승려 월명사(月明師)는 젊은 나이에 죽어간 누이와의 사별(死別)을 서러워하면서, 내세에 아미타불의 서방 극락정토에서 다시 만날 것을 기약하여, 인생의 덧없음을 극복하고자 하는 지극한 심신을 표현했다.
또한 이 시기 향가 중에는 종교성을 벗어나 짙은 서정성(抒情性)을 담아 노래하거나, 〈처용가〉(處容歌)처럼 남녀의 성 문제를 해학적으로 읊은 것도 등장하여, 그 내용과 문학성이 더욱 풍부해졌다.
향가의 형식은 원래 4구체(四句體)였던 것 같다. 통일신라 시대에도 4구체 향가는 여전히 남아 있었으나, 이 시기 다수의 향가는 10구체(十句體)의 정형시로서 완성된 모습을 보여주었으며, 8구체(八句體)의 향가도 지어졌다. 이러한 향가는 9세기 말 진성여왕 때에 편찬된 《삼대목》에서 집대성되었다. 하지만 이 책은 전해지지 않고, 《삼국유사》에 향가의 일부가 전해지고 있다.
이 시기 한시로서는 최치원의 작품이 대표적이다. 최치원은 유(儒)·불(佛)·선(仙)·삼교(三敎)에 깊은 소양을 지닌 빼어난 문장가로서, 한시뿐 아니라 변려체(騈儷體)로 된 다수의 글을 남겨 신라 한문학의 최고봉을 이루었다.

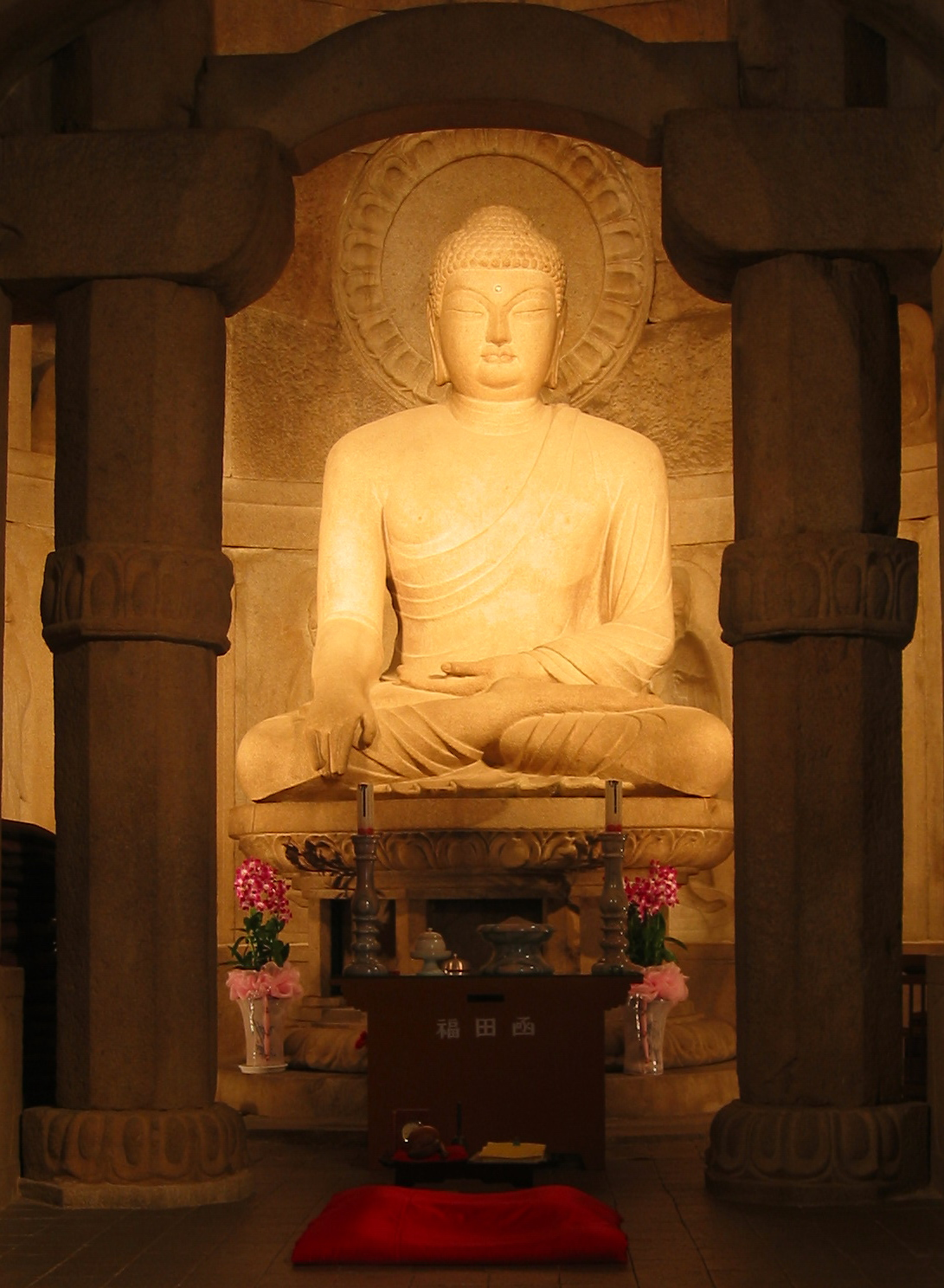
신라 미술품 중 가장 정채를 발휘하는 석굴암

불교의 융성에 힘입어 발달한 미술은 통일신라 시기 신라의 문화 중 가장 큰 특색을 지니고 그 빛을 후세에 길이 남기게 되었다. 뛰어난 제작 기술과 고상한 미적 감각으로 경탄을 자아내는 신라 미술품 중 가장 정채(精彩)를 발휘하는 것은 석굴암이다. 조각 미술의 전당을 이룬 석굴암은 김대성(金大城)이 발원(發願)함으로써 8세기 후반에 축조된 것으로, 신라 예술의 극치를 나타내었다.
이 시기 미술의 대표적인 것은 8세기 중엽에 세워진 불국사(佛國寺)와 석굴암(石窟庵)이라 할 수 있다. 불국사는 귀족 김대성(金大成)의 원찰(願剎)로 처음 지어졌는데, 그 목조 건물들은 임진왜란 때 불타 버렸다. 현존하는 건물은 17세기 중엽과 근래에 각각 복원된 것이다. 불국사 정문인 자하문(紫霞門)으로 올라가는 구름다리 층계와 석축은 신라 당대의 것으로, 주변 자연경관과 어우러져 아름다운 자태를 보여주고 있다. 중문 안을 들어서면 석가탑과 다보탑이 대웅전 앞의 좌우에 서 있다. 이 중 석가탑은 통일신라 시기의 신라 탑의 일반형인 3층 석탑의 대표적인 것이다. 삼국통일 이후 초반에 등장한 3층 석탑인 감은사탑이나 고선사탑에선 웅장하고 강건한 품격을 보여주었는데, 그것이 석가탑 단계에 오면 극도로 세련된 미적 감각과 절제된 균형미가 무르익어 조화의 극치를 보여준다. 3층 석탑은 이 단계를 지나면서 세련미가 과도해져 유약한 모습을 띠게 되었다. 이 역시 신라 귀족 사회의 전반적인 기풍의 변화와 유관한 것이다. 다보탑은 신라 석탑의 특수형에 속하는 것 중에서 대표적인 작품이다. 화려한 모습과 복잡한 구조를 지니고 있으면서 전체적으로 안정된 균형미를 과시하고 있다.

## 군사
신라에는 당(幢)과 정(停)이라는 군제의 기본을 이루는 일종의 군단이 있었다. 당·정은 어떤 표지(標識)를 중심으로 하여 모여드는 집단, 혹은 단체를 의미한 말로 특히 당에는 크고 작은 많은 종류의 것이 있었다. 그 중 가장 큰 것이 대당(大幢)과 귀당(貴幢)이었다. 대당은 수도 부근에 설치된 듯한 대군영(大軍營) 또는 대군단(大軍團)이며, 귀당은 지방의 가장 중요한 군관구에 두던 군영이었다. 정은 대당·귀당에 비해 조금 떨어지지만 지방 군관 내의 본부·본영으로서 거의 각 주치(州治)에 설치되었다. 당과 정은 지방의 중요성 여하에 따라 개칭되기도 하고 폐지되었다.

### 9서당
9서당(九誓幢)은 통일신라의 수도인 서라벌에 주둔하면서 수도의 방어와 치안을 담당하던 9개의 수도방비군을 가리킨다. 신라의 군사 체계인 서당(誓幢)은 583년(진평왕 5년)에 처음 설치되었으며, 기존의 육정(六停)과는 달리 귀족 출신 무장들의 모병적 성격을 띠고 있었다. 서당은 613년(진평왕 35년)에 녹금서당(綠衿誓幢)으로 이름이 바뀌었고, 이후 693년(효소왕 2년)에 장창당(長槍幢)을 비금서당(緋衿誓幢)으로 개칭하면서 비로소 9서당이 완성되었다. 이는 고구려인, 백제인, 말갈인을 받아들여 민족적 융화를 통해 이국민(異國民)에 대한 반란의 위험을 덜고, 중앙의 병력을 강화한다는 두 가지 효과를 노린 것이다. 이후 신라의 시위부(侍衛府)가 왕궁 수비를 맡고, 9서당이 수도의 방어와 치안을 맡으면서 신라의 최전성기를 이끄는 원동력이 되었다. 각 서당들은 금색(衿色, 목둘레 깃의 색)에 의해 구별되었다.

### 10정
10정(十停)은 통일신라의 최상위 지방 행정 단위인 9주(九州)에 주둔하였던 지방 정예군을 가리킨다. 본래 신라는 육정(六停)이라는 군사조직이 있어서 이를 각 지방의 주에 배치했다. 그러나 삼국통일 이후 통치 지역이 넓어짐으로써 전국의 행정구역을 재편하여 677년(문무왕 17년)부터 시작하여 687년(신문왕 7년)에 이르러서 9주 5소경이 완성되었다. 이때 비로소 10정도 완비된 것으로 추정된다. 가장 지역이 넓고 군사적 요충지이자 발해와의 접경 지대였던 한주(漢州)에는 2개의 정을 배치하고, 다른 8개 주에는 1개의 정을 배치했다. 각 정(停)에는 지휘관인 대대감(隊大監) 1명과 그 아래로 소감(少監) 2명, 화척(火尺) 2명, 삼천당주(三千幢主) 6명, 삼천감(三千監) 6명 등의 군관이 배치되었다. 10정(十停)은 국방의 의무를 포함하여 경찰의 임무까지도 담당한 것으로 보인다.

## 교역
신라는 주로 상업이나 외교 활동의 교역 관계가 있었다. 676년의 한반도 남부 통합 후 평화가 계속되며 생산이 늘었고, 상업에 종사하는 사람들이 늘었다. 신라의 주 교역 상대는 해상무역을 통한 당나라와 일본이었고, 발해와도 교역을 했다. 또한 바닷길을 통해 서역과도 활발한 교역을 했다.
- 수출
  - 당나라 : 비단, 마포, 금, 은, 금은세공품(金銀細工品), 인삼, 약재, 말, 모피, 공예
  - 일본 : 금, 은, 철, 모직, 서적, 놋쇠 식기, 불경
  - 발해 : 견직물

- 수입
  - 당나라 : 비단, 여러 가지 약재, 차, 공예, 서적
  - 일본 : 풀섬, 견직물

## 대외 관계

### 고구려
245년(조분 이사금 16년; 고구려 동천왕 19년) 10월에 고구려가 신라를 침공했다. 신라에서는 석우로가 군사를 이끌고 나갔으나 고구려군에 패하고 마두책(馬頭柵)을 지켰다. 이는 《삼국사기》〈신라본기〉에 기록된 신라에 대한 고구려의 첫 번째 침공이다.
392년(내물 마립간 37년; 광개토왕 2년) 고구려가 사신을 보내왔다. 고구려가 강성하기 때문에 내물 마립간은 실성을 볼모로 보냈다. 실성은 401년(내물 마립간 46년; 광개토왕 11년) 신라로 돌아왔다.
399년(내물 마립간 44년; 광개토왕 9년)에는 가야·왜·백제 연합군이 신라에 침입하자 이듬해인 400년 광개토대왕이 군사를 보내어 몰아내는 등 신라는 고구려의 보호를 받았고, 이 때문에 고구려의 군대가 신라 영토 내에 머물기도 했다. 그 후 신라는 고구려의 간섭을 받는 한편, 이 시기에 보다 앞선 고구려의 문화, 또는 고구려를 통하여 중국 북조(北朝)의 문화를 도입하면서 차차 발전하게 되었다.
603년(진평왕 25년; 영양왕 14년) 8월에는 고구려군이 북한산성에 쳐들어왔다. 이에 신라의 진평왕이 고구려군을 상대하였고, 608년(진평왕 30년; 영양왕 19년; 수 대업 4년)에는 원광을 수나라에 구원을 요청하는 걸사표(乞師表)를 짓게 했다. 그러나 고구려의 공격은 멈추지 않아, 2월에는 북쪽 변방의 백성 8천 명을 사로잡고, 4월에는 우명산성(牛鳴山城)을 빼앗아 갔다. 3년 뒤인 611년(진평왕 33년; 영양왕 22년; 수 대업 7년) 진평왕이 수나라에 사신을 보내 또 도움을 요청하였고, 이에 수 양제는 고구려에 대군을 파견했다.
629년(진평왕 51년; 영류왕 12년) 8월에 신라는 대장군 김용춘, 김서현, 부장군 김유신을 파견해 고구려의 낭비성(娘臂城)을 공략했다.

### 백제

#### 5세기 이전
240년(조분 이사금 11년; 백제 고이왕 7년) 백제는 신라를 침공했다. 366년(내물 마립간 11년; 근초고왕 21년) 3월 백제인이 와서 예방하였고, 368년(내물 마립간 13년; 근초고왕 23년) 봄에는 백제가 사신을 보내 좋은 말 두 필을 보냈다. 373년(내물 마립간 18년; 근초고왕 28년) 백제의 독산 성주가 3백 주민과 함께 투항, 이사금이 진한 6부에 나누어 살게 했다. 근초고왕이 이에 항의했으나, 내물 마립간은 주민을 돌려보내지 않았다.
한편 고구려 광개토대왕이 즉위한 뒤 백제와 전투를 벌여 394년(내물 마립간 39년; 아신왕 3년; 광개토왕 4년) 수곡성, 395년 패수, 396년에는 한강 너머까지 고구려 세력이 뻗어온다. 백제 아신왕은 세력 만회를 위해 가야·왜와 연합하여 399년(내물 마립간 44년; 아신왕 8년; 광개토왕 9년) 고구려와 연결된 신라를 공격한다. 이듬해인 400년 고구려가 군사를 보내어 백제·가야·왜 연합세력을 몰아내는 등 신라는 고구려의 보호를 받았고, 이 때문에 고구려의 군대가 신라 영토 내에 머물기도 했다.

#### 나제 동맹 (433년~553년)
427년(눌지 마립간 11년; 비유왕 원년) 고구려 장수왕이 남진정책을 펴기 위해 수도를 국내성에서 평양성으로 천도하자, 이에 위협을 느낀 백제의 비유왕과 신라의 눌지왕은 433년(눌지 마립간 17년; 비유왕 7년; 장수왕 21년)에 동맹을 맺었다. 475년(자비 마립간 18년; 개로왕 21년/문주왕 원년; 장수왕 63년) 백제에서 개로왕이 전사하고, 도읍이 함락될 때 문주왕은 신라군의 도움을 받아 나라를 보존한다. 493년(소지 마립간 15년; 동성왕 15년; 문자명왕 3년) 이 동맹의 강화를 위해 동성왕 시기에는 혼인동맹까지 맺어졌었다.
548년](진흥왕 9년; 성왕 26년; 양원왕 3년) 정월에 고구려 양원왕이 예(濊)와 모의하여 백제의 한강 북쪽(한북, 漢北) 독산성(獨山城)을 공격하자, 백제 성왕은 사신을 신라에 보내 구원을 요청했다. 신라 진흥왕은 장군 주진(朱珍)에게 명령하여 갑옷 입은 군사 3천 명을 거느리고 떠나게 했다. 주진이 밤낮으로 길을 가서 독산성 아래에 이르러 고구려 군사와 한 번 싸워 크게 격파했다.
551년(진흥왕 12년; 성왕 29년; 양원왕 7년) 진흥왕은 고구려의 내정이 불안한 틈을 타서, 백제와 동맹하여 이전에 백제가 고구려에게 빼앗긴 한강 유역을 찾기 위해 연합군을 형성하고, 고구려의 한강 상류 유역을 공격하여 점령했다. 이때, 신라는 10개의 군을 얻고, 백제는 16개의 군을 얻었다. 신라는 함경남도, 함경북도에 진출하여 순수비를 세웠는데, 고구려는 돌궐과의 전쟁으로 신라의 영토 확장에 대응할 수 없었다.
이때 백제는 신라에게 연합하여 고구려 평양성을 공격하자고 제의하였고, 고구려는 경기도, 황해도, 한반도 북서부 등 진흥왕이 새로 개척한 땅을 신라 땅으로 용인해 주는 대신 고구려 수도 평양성으로 진군하지 말 것을 제의했다. 진흥왕은 백제의 제의를 거절하고 고구려의 제의를 받아들였다. 신라는 경기도, 황해도, 한반도 북서부로 영토를 확장하고 백제로 진군하였으나, 백제가 화해를 시도하여 진군을 멈추었다.

#### 6세기 이후 전쟁 상태
553년(진흥왕 14년; 성왕 31년) 진흥왕이 백제의 한강 유역을 침략하여 여러 성을 빼앗고 여기에 신주(新州)를 설치하고 아찬 무력(武力)을 군주로 삼았다. 이로써 신라는 백제가 점령하였던 한강 하류 지역을 탈취하여 백제를 포위했다. 이러한 신라의 팽창은 낙동강 유역과 한강 유역의 2대 생산력을 소유하게 되어, 백제를 억누르고 고구려의 남진 세력을 막게 되었을 뿐만 아니라 인천만(仁川灣)에서 수·당(隨唐)과 직통하여 이들과 연맹 관계를 맺게 되어 삼국의 정립을 보았다. 같은 해, 10월에 백제의 왕녀가 진흥왕에게 시집왔다.
백제 성왕은 전년 신라의 공격에 대하여 분하게 여겼다. 《삼국사기》에 따르면, 〈백제본기〉에서 554년(진흥왕 15년; 성왕 32년) “32년 가을 7월에 왕은 신라를 습격하고자 하여 친히 보병과 기병 50명을 거느리고 밤에 구천(狗川)에 이르렀다. 신라의 복병(伏兵)이 일어나자 더불어 싸웠으나 난병(亂兵)에게 해침을 당하여 죽었다.”고 하고, 〈신라본기〉에서는 “백제왕 명농이 가량(加良)과 함께 관산성(管山城)을 공격해 왔다. 군주(軍主)였던 각간 우덕(于德)과 이찬 탐지(耽知) 등이 맞서 싸웠으나 전세가 불리했다. 신주(新州) 군주(軍主) 김무력이 주병(主兵)을 이끌고 나아가 교전함에, 비장(裨將)인 삼년산군(三年山郡)의 고간(高于) 도도(都刀)가 백제왕을 급히 쳐서 죽였다. 이에 모든 군사가 승세를 타고 크게 이겨, 좌평(佐平) 네 명과 군사 2만 9천6백 명을 목 베었고, 한 마리의 말도 돌아간 것이 없었다.”라고 기록되어 있다. 즉, 성왕이 한강을 빼앗긴 것을 분하게 여겨 성왕은 밤에 몰래 신라를 기습하려다 사망했다는 것이다.
이에 대해, 성왕이 데리고 갔던 군사가 불과 50명에 불과했다는 기록을 볼 때 내용 그대로 인정할 수 없다는 지적이 있다. 태자 여창이 직접 참여한 관산성 전투는 오히려 성공적으로 완수되었으며, 성왕은 전후 수습을 위해 측근들을 데리고 관산성으로 가다가 신라군의 매복에 걸려서 죽음을 맞이했다는 《일본서기》(日本書紀)의 기록이 사실에 가깝다고 여겨진다. 《일본서기》에 보면, 554년(진흥왕 15년; 성왕 32년) 12월 아들인 태자 여창이 신라로 쳐들어가 구타모라(久陀牟羅)에 성책를 쌓고 있었는데, 오랫동안 전장에서 침식도 잊고 지내던 아들을 안쓰럽게 여긴 성왕은 이를 위로하러 관산성으로 향했다. 한편 성왕이 온다는 정보를 미리 입수한 신라군은 주요 도로를 차단하고 성왕에 대한 기습을 감행했고, 불과 병력 50명밖에 데리고 있지 않았던 성왕은 신라의 고도(古都)가 이끄는 군사에 사로잡혔다. 고도는 성왕에게 “왕의 머리를 베도록 해주십시오.”라고 요청하고, 성왕은 “왕의 머리를 노비의 손에 건네줄 수 없다.”라며 거절했으나, 고도는 “우리나라의 법에는 맹약을 어기면 비록 국왕이라 할지라도 노비의 손에 죽습니다.”라며 말했다. 이에 성왕은 “과인이 생각할 때마다 늘 고통이 골수에까지 사무쳤다. 돌이켜 헤아려 보아도 구차하게 살 수는 없다.”라고 하면서 머리를 내밀어 베도록 했다.
그 후, 백제는 남하하여 사비로 후퇴했다. 562년(진흥왕 23년; 위덕왕 9년) 가을 7월에 백제가 변방의 백성을 침략하였으므로 진흥왕은 군사를 내어 막아 1천여 명을 죽이거나 사로잡았다.
577년(진지왕 2년; 위덕왕 24년) 10월에는 백제가 서쪽 변경을 침입했다. 이에 신라의 진지왕은 이찬 세종(世宗)을 파견하여 물리치고, 내리서성(內利西城) 등을 쌓아 방비를 굳게 했다. 그러나 이듬해에는 백제에게 알야산성(閼也山城)을 내주었고, 579년(진지왕 4년; 위덕왕 26년) 봄에 백제가 웅현성(熊峴城)·송술성(松述城)을 쌓아 산산성(䔉山城)·마지현성(麻知峴城)·내리서성 등의 길을 끊었다.
602년(진평왕 24년; 무왕 3년) 8월에는 백제군이 아막성(阿莫城)을 공격하였기에 진평왕은 군사를 보내 격파하였으나 귀산(貴山) 등 장수들이 죽었다. 605년(진평왕 27년; 무왕 6년) 8월에는 신라가 백제를 공격하기도 했다. 611년(진평왕 33년; 무왕 12년)부터는 백제와의 전쟁이 격화되었다. 겨울 10월에 백제가 가잠성(椵岑城)에 쳐들어와 백여 일 간의 공방전 끝에 이를 함락시켰고, 현령 찬덕(讚德)은 자살했다. 616년(진평왕 38년; 무왕 17년) 10월에는 백제가 모산성(母山城)을 공격해 왔다. 618년(진평왕 40년; 무왕 19년)에는 7년 전에 빼앗긴 가잠성을 되찾기 위해 북한산주(北漢山州)의 군주인 변품(邊品)을 보내 이를 탈환했다. 그러나 전 가잠성 현령 찬덕의 아들 해론(奚論)이 싸우다 죽었다. 623년(진평왕 45년; 무왕 24년)에는 백제가 늑노현(勒弩縣)을 습격해 왔다. 624년(진평왕 46년; 무왕 25년) 10월에 백제가 다시 쳐들어와 속함성(速含城), 앵잠성(櫻岑城), 기잠성(歧岑城), 봉잠성(烽岑城), 기현성(旗懸城), 혈책성(穴柵城){{efn|혈책성(穴柵城)은 신라의 강주(康州) 궐성군(闕城郡; 산청군 단성면)의 본래 지명인 궐지군(闕支郡)과 같은 곳으로 보는 견해가 있다. 등 여섯 성이 함락당하고, 급찬 눌최(訥催)가 전사했다. 626년(진평왕 48년; 무왕 27년) 8월에는 백제군이 주재성(主在城, 왕재성(王在城))을 공격했고, 성주 동소(東所)가 전사했으며, 이후 진평왕은 고허성(高墟城)을 쌓았다. 627년(진평왕 49년) 7월에는 백제의 사걸(沙乞)이 쳐들어와 두 성을 함락시키고 백성 300여 명을 잡아갔다. 628년(진평왕 50년; 무왕 29년) 2월에는 가잠성을 포위공격하는 백제군을 물리쳤다.

### 가야
신라는 건국 후부터 가야와는 경쟁관계였다. 가야는 건국 후로 낙동강 동쪽으로 진출하려 했고, 신라 초기부터 진한의 여러 나라를 공격해 영토를 넓히고 있었다. 그러므로 어쩔수 없이 낙동강 동쪽의 신라와 충돌할 수밖에 없었다.
그러나 가야는 당시 왜, 중국, 마한, 낙랑, 동예와의 중계무역을 통해 전성기를 맞은 상태였고, 당시 가야는 매우 질 좋은 철을 수출하고 있었기 때문에 무기와 갑옷 면에서도 신라보다 월등했다. 거기에다 가야는 왜와 군사적 동맹을 맺고 있었기 때문에 신라는 포위되어 두들겨 맞는 상황이었다. 가야는 4세기에 강대국으로 떠오른 백제와도 왜와 함께 3국 동맹을 맺고 있었기 때문에 신라는 동·서·남의 세 방향에서 연합 공격을 맞게 된다.
399년(내물 마립간 44년; 광개토왕 9년) 가야·왜·백제 연합군이 공격하자, 신라는 고구려에 사신을 보내 구원을 청하였고, 이듬해인 400년 광개토대왕이 신라를 구원하기 위해 원정대를 파견했다. 당시 가야연맹의 맹주국이었던 금관가야의 수도인 김해가 고구려군에 의해 괴멸했고, 그 후로 신라와 함께 고구려의 종속국이 되고, 신라와의 관계는 철천지원수가 된다.
이후 나제동맹 때문에 가야는 신라를 공격하면 백제·왜와의 동맹이 깨져 자칫하면 가야연맹이 전멸할 수도 있는 상황에 놓였다. 그 후로 점점 강해지는 신라에게 서서히 병합되어 갔다. 532년(법흥왕 19년) 금관가야의 구형왕이 신라에 항복하고, 562년(진흥왕 23년) 사다함의 공으로 대가야를 복속하여 가야를 완전히 멸망시킨다.

### 발해
발해는 당과 교역하면서도 항상 신라를 견제했다. 발해는 812년(헌덕왕 4년; 발해 희왕 원년; 당 원화 7년; 일본 고닌 3년) 당의 요구에 따라 신라가 발해 원정에 참여하자 신라를 적대시하는 반면 신라에 반감을 가지고 있던 일본과 동맹을 추구했다. 후에 신라와는 평화로운 관계가 지속되고, 신라와 발해는 당나라 빈공과에서 합격자 수 또는 최상위 합격자를 두고 경쟁하는 라이벌 관계가 되고, 서로 당나라에게 인정받으려고 경쟁했다. 그 후에는 발해가 신라 북쪽을 공격하고 신라는 300리 장성을 방어선으로 삼아 발해의 남진을 막아냈다. 나중에는 발해와 신라가 각각 전성기를 맞이해 국경선에서 활발히 무역이 이루어지고, 따라서 정세는 신라와 당 대(對) 발해와 일본의 이분 구도를 이루게 되었다.

### 일본

#### 왜구의 침입 (~4세기)
신라는 건국 초부터 왜의 침범에 시달린 것이 역력하다. 이들은 가야 또는 백제 등 다른 나라 출신으로서, 대부분이 대마도, 규슈 북부 또는 가야국에 근거를 두었던 것으로 추정된다. 왜는 이미 기원전 50년(혁거세 거서간 8년)부터 신라를 침범했다. 서기 14년(남해 차차웅 11년)에 왜인이 병선 백여 척을 보내 신라의 바닷가의 민가를 노략질하였으므로, 신라는 6부의 날랜 군사를 출동시켜 그들을 막았다. 232년(조분 이사금 3년) 4월에는 왜가 신라의 수도 금성을 포위하니, 조분 이사금이 친정하여 왜적을 격퇴하고 1천여 명을 죽이거나 사로잡았다. 233년(조분 이사금 4년) 5월 왜가 다시 신라의 동쪽을 노략하니, 7월에 이찬 석우로가 사도(沙道)에서 왜인과 싸우는데, 화공으로 왜인들의 배를 불태우고 적병을 수장시켰다.
253년(첨해 이사금 7년조)에 왜국 사신 갈나고(葛那古)가 신라에 왔다. 사신과 이야기를 나누던 석우로는 갈나고를 희롱하며, “조만간 너희 왕을 소금노예로 삼겠다”고 했다. 이에 왜왕이 노하여 신라를 공격했다. 이에 우로는 “지금 일은 내가 말을 잘못한 탓이다.”라며 왜군을 찾아갔다. 우로가 왜인들에게 당시 일이 농담이었다고 해명하였으나, 왜인들은 우로를 붙잡아 불에 태워 죽였다. 이후 미추 이사금 때, 왜가 신라에 사신을 파견했다. 석우로의 아내가 미추 이사금에게 청하여 스스로 사신을 대접했다. 사신이 술에 취하자 그녀는 사신을 불에 태워 죽여 석우로의 원한을 갚았다. 이에 왜인들이 금성을 공격했으나 이기지 못하고 돌아갔다.
내물 마립간 때(356년~402년)에는 해안가로 왜구의 침입을 많이 당했다. 364년(내물 마립간 9년) 4월 왜가 크게 군사를 일으켜 쳐 왔는데, 토함산 아래에 허수아비 수천 기를 세워 마주하게 했다. 왜병은 수가 많은 것을 믿고 달려들다가 신라 복병에 걸려 크게 패했다. 393년(내물 마립간 38년) 5월 왜인이 크게 쳐 와 금성을 포위하고 닷새가 되도록 풀지 않았다. 장병들이 나가 싸우기를 청하는데 이사금이 거부하고, 적의 식량이 떨어질 때까지 농성했다. 적이 퇴각하자 2백 기병으로 퇴로를 막고 보병 1천을 내보내 협공하여 크게 이겼다.
399년(내물 마립간 44년; 광개토왕 9년)에는 왜군(가야·왜·백제 연합군)이 신라에 침입하자, 신라는 고구려에 사신을 보내어 구원을 청했다. 이듬해인 400년 광개토대왕이 보병과 기병 5만 명을 보내어 왜군을 몰아내는 등 신라는 고구려의 보호를 받았고, 이 때문에 고구려의 군대가 신라 영토 내에 머물기도 했다.

#### 대립과 갈등 (7세기)
647년(진덕여왕 원년; 일본 다이카 3년) 신라가 김춘추를 일본(왜)에 파견하는 등 일본에 대한 외교 공작도 활발해졌다. 백제를 없애기 위해서는 백제의 오랜 동맹국이었던 일본을 백제로부터 떼어내는 것이 신라로서는 중요한 문제였기 때문이다.
645년(선덕여왕 14년; 일본 다이카 원년)에 일본에서 나카노오에 황자(훗날 덴지 천황)가 쿠데타를 일으켜 집권하자, 급진 개혁 세력은 당과 그 동맹국 신라를 자국의 중앙집권화를 위한 개혁 모델로 삼아 다이카 개신이라는 정치개혁을 추진하면서 신라와 빠른 속도로 가까워졌다. 당시 신라의 실력자였던 김춘추도 직접 일본으로 건너가 일본 조정과 교섭하면서, 일본의 귀족들에게 “(김춘추의) 용모가 아름답고 말이 시원시원하다”는 인상을 심어주기도 했다. 649년(진덕여왕 3년; 다이카 5년) 신라는 김다수(金多遂)를 일본에 파견하는 등 신라는 왜와의 관계 개선에 노력했다.
하지만 백제와 일본을 갈라놓으려는 신라의 외교는 결국 실패로 돌아갔다. 이에 대해서는 대체로 일본의 유수의 호족 소가(蘇我) 일족과 긴밀한 통혼 관계에 있던 나카노오에 황자(中大兄皇子)가 649년부터 일본의 실권을 잡게 되는 등의 일본의 내부 사정으로 친백제 경향이 친신라 경향보다 훨씬 우세해진 데에 있다는 지적이 있다.
651년(진덕여왕 3년; 하쿠치 2년)에 신라에서 일본에 파견한 사찬 지만(知萬)이 당나라 관복을 입고 있는 것을 보고, 이를 ‘불쾌하게’ 여긴 일본의 좌대신 고세노 도쿠타(巨勢徳陀子)가 일본의 실질적인 실력자였던 나카노오에 황자에게 신라 정벌을 진언했으나 받아들여지지 않았다.

#### 백강 전투와 일본의 접근 (7세기 후반)
660년(무열왕 7년 ; 사이메이텐노 6년)에 나·당 연합군의 공격으로 일본의 동맹국인 백제의 수도 사비성이 함락되어 백제는 멸망했다. 이 와중에 백제의 옛 장수였던 귀실복신·흑치상지 등을 중심으로 백제 부흥운동이 일어났다. 일본은 신라·당과의 대립을 무릅쓰고 백제 부흥운동을 지원했다. 663년, 신라와 당은 수륙협공으로 백제 부흥 정부의 수도 주류성으로 진격했다. 이때 육지에서는 백제의 기병이 진을 치고 신라군과 맞섰고, 바다에서는 일본에서 온 함선들이 강변의 모래밭에 정박해 있었다. 일본 선단은 전군을 셋으로 나누어 공격했지만, 전술 및 간조의 시간차로 인해 당군에 비해 수적으로 우세였음에도 불구하고 네 번 모두 대패했다. 백강에 집결해 있던 1천 척의 함선 가운데 4백 척이 불탔으며, 《구당서》·《신당서》와 《자치통감》, 그리고 이들 사료를 참조한 《삼국사기》는 이때의 싸움을 두고 “연기와 불꽃은 하늘을 붉게 물들였고, 바닷물마저 핏빛이 되었다”고 당시의 처절했던 전쟁을 묘사하고 있다(→백강 전투).
전쟁이 끝나고, 일본은 백제의 멸망으로 대거 유입된 난민들을 수용했다. 또한 당의 침략 위협에 대한 공포로 말미암아 일본은 오노성(大野城, 665년)과 가네다성(金田城, 667년)을 축조하고 방어 전쟁 준비를 하기도 했다. 이와 같이 일본은 신라나 당과의 대립은 깊어졌다.
한편 한반도의 새로운 패권 세력인 신라와 친해지지 않으면 신라와 당의 연합군이 일본을 크게 위협할 수도 있다고 판단한다. 일본은 서둘러 665년(문무왕 5년; 덴지텐노 4년)부터 신라와의 국교를 정상화하고, 일본의 중신이던 나카토미노 가마타리가 나서서 신라의 문무왕과 함께 신라 조정의 실력자였던 태대각간 김유신에게 선물 공세를 취하는 등, 8세기 초까지 당과는 거의 교류를 하지 않으면서도 신라와의 교류에는 적극적이었다. 이는 훗날, 원효(元曉)나 의상(義湘) 등의 신라 승려들이 나중에 신라 본국보다 일본에서 더 유명해질 수 있는 정치·외교사적 배경이 되었다고 여겨진다.
이후, 나당 전쟁으로 인해 신라와 당의 관계는 매우 악화되었고, 신라는 당과의 전쟁 위험이 존재하는 동안 후방의 위협을 제거할 목적으로 일본과의 관계를 회복하여 720년까지 교류를 증진하며 관계를 돈독히 했다. 703년(성덕왕 2년; 다이호 3년) 204명에 달하는 일본국 사신을 받아들일 정도로 성덕왕 초기에는 우호관계에 있었다. 한일 양국 자료를 종합해보면, 670년부터 779년까지 1세기 동안 신라 사신이 일본에 39회나 파견됐고, 일본 사신은 신라를 25회 방문했는데, 일본이 당나라로 견당사(遣唐使)를 불과 10회 보냈다.
7세기 후반에서 8세기 초반까지 일본이 신라에 사신을 자주 파견한 이유는 두 가지이다.
첫째는 국가운영에 대한 지식 습득이다. 당시 일본이 최상의 모델로서 본받고 싶은 나라는 당나라였으나, 당나라는 실력주의 국가였다. 당나라와 달리 신라는 골품제에 바탕을 둔 철저한 세습 귀족사회이고, 일본도 세습 귀족사회였다. 일본은 신라를 벤치마킹하여 ‘팔색(八色)의 성(姓)’ 등의 신분제 개혁을 시도한다. 그밖에 사회제도 등의 국가운영 방식을 신라와 비슷하게 바꾸었다.
둘째는 무역을 통한 신라의 고급상품을 수입하기 위함이었다. 일본 황실의 보물 창고인 쇼소인(正倉院)에서는 신라의 가야금과 숟가락, 가위, 칼, 유리잔, 사리기, 그리고 양모로 만든 꽃 문양의 방석자리(花氈) 등이 있는데, 이는 신라 상품이 일본 귀족층에 매우 인기 있었음을 나타낸다.

#### 외교 갈등의 악화 (8세기 초반)
701년(효소왕 10년; 다이호 원년) 일본은 당의 율령체제를 모방해 국가체제를 정비하고, 천황 중심의 일본식 중화사상에 입각한 대외 이념을 표방하며, 신라를 자신들의 번국(藩國)으로 간주하는 등 야랑자대(夜郞自大)적인 태도를 표출하기 시작했다. 720년(성덕왕 19년; 요로 4년) 《일본서기》 등이 편찬되면서 소위 진구 황후의 삼한정벌설이 조작된 것도 이즈음이었다.
당시에 상승일로의 국세에 있던 신라로서는 이런 일본의 태도를 용납할 수 없었고, 720년경부터 두 나라의 관계는 악화일로를 치닫기 시작했다. 또한, 일본의 무례한 태도도 도를 넘어 급기야 일본이 사신을 파견해 조공을 강요하다가 추방당하는 지경에 이르렀다. 신라에서도 사신을 파견했다가 다자이후(太宰府)에서 쫓겨나기도 했다. 7세기 후반에 설치된 다자이후는 신라와 당나라 등 외국 사신들이 할 때 외교 절차를 거치던 곳인데, 《속일본기》에는 이곳에 온 신라 사신들을 그냥 돌려보낸 몇 차례의 사건이 기록되어 있다. 사신을 돌려보낸 이유에 대해 일본은 신라가 믿음이 없고 예의가 없기 때문이라고 했다. 특히 8세기, 신라와 일본 사신의 외교 마찰은 심각했다. 신라로 간 일본 사신들도 오만하고 무례하다는 이유로 왕을 보지 못하고 돌아오기가 수 차례, 서로 쫓아내고 쫓겨나는 외교분쟁이 끊임없이 불거졌다.
신라와 일본의 대립 상황은 성덕왕 후반에 이르러 전쟁으로까지 확대되었다. 《해동제국기(海東諸國記)》에는 720년(성덕왕 19년; 요로 4년)에 신라가 일본의 서쪽 변방을 쳤다고 기록하고 있다. 722년(성덕왕 21년; 요로 6년) 10월에 경주의 동남쪽 경계인 모화군(毛火郡)에 모벌군성(毛伐郡城)을 쌓아 관문으로 삼고, 일본 도적들의 길을 막았다. 성의 둘레는 6,792보(步) 5척(尺)에 동원된 역도(役徒)는 39,262인이었으며, 책임자는 원진(元眞) 각간이 맡았다. 731년(성덕왕 30년; 덴표 3년)에는 동쪽 해안으로 쳐들어온 일본의 병선 300척을 격퇴하고, 그해 가을 9월에 백관에게 명하여 적문(的門)에 모여 수레 쇠뇌[車弩] 쏘는 것을 관람하는 등의 군사훈련을 실시했다.

#### 일본의 신라정토계획 (8세기 중반)
양국간 극한 대립은 신라의 경덕왕대(742년~765년)이자 일본의 후지와라 나카마로의 집권기에 절정에 달해 있었다. 후지와라 나카마로는 심지어 762년을 침공 원년으로 삼은 신라 정벌을 계획하기에 이른다.
735년(성덕왕 34년; 덴표 7년) 당나라와의 관계가 완전히 정상화돼 대동강 이남 땅을 신라가 영유함을 당나라가 최종적으로 인정하자, 신라 정부가 일본에 사신을 보내 “우리 국호가 왕성국(王城國)으로 개칭됐다”고 알렸다. 더는 신라를 함부로 무시해 망언을 퍼붓지 말라는 강력한 메시지가 담긴 통보였다. 이에 대해 일본 쪽이 “조공국가가 우리에게 알리지 않고 국호를 무단으로 바꾸었다”고 강하게 반발하며 사신을 거부했다. 742년(경덕왕 원년; 덴표 14년) 10월 일본국 사신이 이르렀으나 예전 735년의 일을 이유로 받아들이지 않았다.
752년(경덕왕 11년; 덴표쇼호 4세) 신라 왕자를 포함한 사절단이 도다이지에서 예불할 때, 일본 조정으로부터 홀대받았다. 이듬해 753년 당나라에서 황제 현종을 알현할 때 신라 사신이 상석을, 일본 사신이 차석을 차지하자 일본 사신 오토모노 고마로(大伴古麻呂)가 크게 항의해 “신라는 일본의 번국”이라고 항의했다. 그해 8월에도 일본국 사신이 이르렀는데, “거만하고 예의가 없었으므로”  왕이 그들을 접견하지 않고 돌려보냈다. 이처럼 일본은 당시 동아시아 지역의 최상위 군주인 당나라 황제 앞에서까지 ‘신라는 일본의 번국’이라는 견해를 드러냈다.
755년(경덕왕 14년; 덴표쇼호 7세) 당시에 아시아의 초강대국이었던 당나라에서 안사의 난이라는 대규모 내란이 발발했다. 이로 인해 당나라가 외부에 눈을 돌릴 틈이 없게 되자, 이 틈에 일본은 당나라의 영향력을 배제한 채 신라를 도모할 궁리를 했다. 이는 후지와라노 나카마로 본인의 정치적 야심과 맞물려 진행되었다.
이에 당시에 신라 등의 외국과의 외교를 관장하는 관청인 다자이후에서 신라 정벌을 목적으로 태제부조행군식(太宰府造行軍式)이라는 세부적인 계획안을 마련해 이를 실천하기 시작했다. 756년(경덕왕 15년; 덴표쇼호 8세) 일본 조정은 북 규슈에 이토성(怡土城)을 축조했다. 여러 가지 축조 기술을 동원해 견고히 건설된 성은 근방에 주선사(主船司)라는 관청과 용광로와 무기 제조 공장을 세우는 등 대규모의 병참기지로서 기능했다.
759년(경덕왕 18년; 덴표호지 3년)에는 3년 후인 762년(경덕왕 21년; 덴표호지 6년)을 기한으로 호쿠리쿠도 · 산인도 · 산요도 · 난카이도 4도에 할당량을 제시해 500척의 전함을 건조하도록 지시한데 이어, 761년(경덕왕 20년)에는 미노국(美濃國) · 무사시국(武藏國)에서 20명씩의 소년을 징발해 신라어 교육에 들어가며, 여러 지방에 절도사 체제를 강요하고 전투에 대비하도록 하는 등 대규모로 전쟁준비를 진행했다.
안사의 난을 정점으로 쇠퇴의 길을 걷고 있던 당나라와 마찬가지로 신라도 중대 후기에 들어서면서 서서히 혼란스러운 정치 · 경제적 상황을 맞이하고 있었다. 그러나 일본의 움직임을 파악하고 모벌성(毛伐城)에 노당(弩幢)을 증원하는 등 준비를 갖추었다. 경덕왕 대에는 군을 중앙의 6기정(六畿停)과 지방의 9주정(九州停)으로 재편하는 등 신속한 군대 동원을 위한 군제개혁도 단행했다. 그와 함께 763년(경덕왕 22년; 덴표호지 7년) 211명에 달하는 대규모 사절단을 일본에 파견하는 등 신라가 내보인 외교술이 잘 먹힌 모양이었다.
757년(경덕왕 16년; 덴표호지 원년) 일본은 신라에 파견되었다가 쫓겨난 경험이 있던 오노 타모리(小野 田守)를 단장으로 처음으로 견발해사를 파견하기 시작해 759년과 760년에 연이어 발해에 사신을 파견했다. 일본이 발해와 적극적으로 교류한 원인은 신라가 일본과 발해 양국을 동시에 상대할 수는 없으리라는 계산이 있었기 때문이며, 전쟁 시엔 발해의 협공과 지원을 받아내기 위해서였다.
오노 타모리는 귀국길에 발해장군 양승경(楊承慶)이 인솔하는 발해 사절단을 같이 데려왔고, 일본 측은 양승경에게 파격적인 대우를 해주면서 발해의 참전을 촉구했다. 그 후에도 신라 침공 일정이 짜여 있던 762년, 고구려 왕실의 후손인 고마노 오야마(高麗大山)를 단장으로 견발해사를 파견했지만, 발해는 견발해사에 대한 답례 사신에 의례적으로 파견되던 무관을 대신해 문관인 왕신복(王新福)을 파견하는 것으로, 일본의 계획에 사실상 거절의사를 표시했다. 당시 발해는 신라와 우호관계를 맺고 교류를 시작하고 있었기에 굳이 일본과 손잡고 신라를 공격할 이유가 없었기 때문이다. 결국 일본은 나카마로의 몰락 등으로 신라정토계획을 접을 수밖에 없었다.

#### 무역의 지속
한편, 무역에서는 신라와 일본이 긴밀하게 통교했다. 통일 신라와 일본의 무역은 일본의 사절단을 통한 공무역과 상인들에 의한 사무역이 이루어졌는데, 사절단의 공무역은 대당 무역에 비해 빈번하지 않았다. 사절단 일행은 최대 수백명에 이르렀는데, 그들 중에는 다수의 상인도 포함되어 이들에 의한 사무역이 주로 이루어졌다. 공무역은 주로 사절단이 건너 와서 예물을 바치면 후대해서 보내는 것이 원칙이었지만, 사절단이 무례한 행위를 할 경우 접견을 거부하고 돌려 보내기도 했다. 그런데 재밌는 사실은 신라 사절단으로 사기를 치고 물건을 파는 상인들이 있었는데, 752년(경덕왕 11년) 김태렴(金泰廉)이라는 진골 상인은 신라 왕자로 위장하고 일본에 가서 향료, 책, 비단, 자기, 상아, 산호 등의 물건을 팔고 막대한 이익을 챙겼다.
쇼소인(正倉院)에 남아 있는 보물을 통해, 신라와 나라 시대의 일본이 활발히 교류하였음을 알 수 있다. 여기에 보관된 보물 중에는 신라의 공방에서 만든 생활용품(숟가락, 가위, 칼 등)·공예품(유리잔, 사리기, 양모 방석자리 등)·문방사구 등이 있다. 구체적인 물품의 종류는 〈매신라물해〉(買新羅物解)라는 문서에 보이고 있는데, 이 문서는 일본에 들어 온 신라 물건을 사기 위해 일본의 관인·귀족들이 물품의 종류와 가격을 적어 관청에 올린 문서이다. 여기에 나타난 물건의 종류를 보면, 각종 금속공예·기물·모직가죽 제품·불교 관계의 물건·약물·향료·염료 등 다양하다.

#### 신라·당과 발해·일본의 대립 (9세기)
신라와 당나라가 서로 대립하면서 양국은 각각 일본을 자기 세력으로 끌어들이려고 일본에 국교를 요청하였으며, 일본은 견당사(遣唐使)와 견신라사(遣新羅使)를 파견했다. 신라에 보내는 사절과 유학생은 당나라보다 많았는데, 가깝고 항해했기 때문이다. 799년(소성왕 2년; 엔랴쿠 18년) 일본은 신라사(新羅使)의 파견을 중단했다.
《삼국사기》에 따르면, 803년(애장왕 4년; 엔랴쿠 22년) 7월에 일본과 교빙하여 우호를 맺고, 이듬해 5월에 일본이 황금 300냥을 진상했으며, 882년(헌강왕 8년; 간교 6년) 4월에도 일본 국왕이 사신을 보내 황금 300냥과 야명주 10개를 헌상했다고 전한다. 신라와 일본의 관계가 9세기 이후 정상화되었다는 주장도 있으나, 이것은 아전인수라는 주장도 있다.
신라와 발해는 당과 교역하면서도 항상 서로 견제했다. 812년(헌덕왕 4년; 일본 고닌 3년; 발해 희왕 원년; 당 원화 7년) 당의 요구에 따라 신라가 발해 원정에 참여하자, 발해는 신라를 적대시하는 한편 신라에 반감을 가지고 있던 일본과 동맹을 추구했다. 따라서 정세는 신라와 당 대(對) 발해와 일본의 이분 구도를 이루게 되었다. 일본은 836년(희강왕 원년; 조와 3년) 견신라사 파견을 중단하고 838년(희강왕 3년; 당 문종 12년; 조와 5년)에는 견당사 파견을 중단하여 발해와의 관계만을 유지했다.

### 중국

#### 전진(前秦)
381년(내물 마립간 26년; 전진 건원 17년), 위두(衞頭)를 중국 전진(351년~394년)에 보내 토산물을 바쳤다. 진의 황제 부견(재위 357년~385년)이 묻기를 “경이 말하는 해동(海東)의 일이 옛날과 같지 않으니 무엇 때문인가?”라고 묻는데, 위두가 답하기를 “역시 중국과 마찬가지로 시대가 변혁되고 명칭이 바뀌었으니 지금 어찌 같을 수 있겠습니까?”라고 했다.

#### 북제(北齊)
564년(진흥왕 25년; 북제 하청 3년) 북제(北齊)에 사신을 보내 조공했다.
565년(진흥왕 26년; 하청 4년) 북제의 무성황제(武成皇帝)가 조서(詔書)를 내려, 진흥왕을 사지절(使持節) 동이교위(東夷校尉) 낙랑군공(樂浪郡公) 신라왕(新羅王)으로 삼았다. 동이교위는 중국의 관직인데, 북위(北魏) 때 고구려 안장왕(安臧王)이 동이교위를 책봉받은 이후, 565년까지 고구려왕만이 동이교위를 책봉받았고, 이는 중국 동방 세계에서 고구려의 우위를 공인했다고 이해되고 있다. 그런데 신라가 한강 유역을 차지한 이후에 고구려의 국력이 약화되자, 북제가 565년에 신라를 동이 세계를 대표하는 국가로 인정하면서 신라왕에게 동이교위를 책봉했다는 견해가 제기된다.
572년(진흥왕 33년; 무평 3년) 북제에 사신을 보내 조공했다.

#### 남진(南陳)
565년(진흥왕 26년; 남진 천가 6년) 진(陳)나라에서 사신 유사(劉思)와 입학승 명관(明觀)을 보내 예방하고, 불교 경론(經論) 1,700여 권을 보내주었다. 566년, 567년, 568년, 570년, 571년, 578년에 신라는 진나라에 사신을 보내 토산물을 바쳤다.
585년(진평왕 7년; 지덕 3년) 7월에는 지명(智明)이 불법을 배우러 남조의 진나라로 갔다가 602년(진평왕 24년; 수 인수 2년)에 수나라 사신단과 함께 귀국했다. 589년(진평왕 11년; 정명 3년) 3월에 원광(圓光)이 불법(佛法)을 배우러 진나라에 들어갔다가 600년(진평왕 22년; 수 개황 20년)에 지명(智明)과 마찬가지로 수나라 사신단과 함께 귀국했다.

#### 수(隋)
589년 중국 대륙을 통일한 수나라가 594년(진평왕 16년; 수 개황 14년) 사신을 보내 왕을 상개부(上開府) 낙랑군공(樂浪郡公) 신라왕(新羅王)으로 삼았다. 이후 왕은 596년, 602년, 604년, 611년 4차례에 걸쳐 수나라에 토산품을 진상했다. 특히 611년(진평왕 33년; 대업 7년)에는 수나라에 병력을 요청하였는데, 실제로 수 양제는 고구려에 대군을 파견했다. 이후 613년(진평왕 35년; 대업 9년) 7월, 수 양제가 사신 왕세의(王世儀)를 보냈다. 원광 등이 사신 일행을 황룡사에 모셔 법회를 가졌다.
596년(진평왕 18년; 개황 16년) 3월에는 승려 담육(曇育)이 불법을 배우러 수나라에 들어갔으며, 같은 때에 왕이 사신을 보내 수나라에 토산품을 바쳤다. 담육은 605년(진평왕 27년; 대업 원년) 사신단과 함께 귀국했다. 특히 원광은 귀국 후인 608년(진평왕 30년; 대업 4년) 수나라에 구원병을 요청하는 걸사표(乞師表)를 지었다.

#### 당(唐)
수나라에서 당나라로 왕조가 바뀐 이후에도 교류는 계속되었다. 621년(진평왕 43년; 당 무덕 4년) 7월, 수나라 대신 중국 대륙을 장악한 당나라에 사신을 보내 물건을 바치자, 이에 당 고조(재위 618년~626년)가 조서와 비단·예술품으로 답례했다. 623년(진평왕 45년; 무덕 6년) 10월에 당나라에 사신을 보내 조공했다. 624년(진평왕 46년; 무덕 7년) 3월에는 당 고조가 사신을 보내 진평왕을 주국(柱國) 낙랑군공(樂浪郡公) 신라왕(新羅王)에 봉했다. 이후 진평왕은 625년, 626년, 627년(2회), 629년, 631년 총 6회에 걸쳐 당나라에 토산품을 진상하고, 고구려가 침략하지 못하게 도와줄 것을 청원했다. 실제로 625년 당 고조에게 고구려가 조공길을 막고 있다고 호소하자, 당 고조가 고구려 영류왕에게 일러 양국이 서로 화친하게 되었다.
나당 전쟁(670년~676년) 직후 당나라의 야욕으로 당과의 관계가 순탄하지 못했지만, 얼마 안 가 통일 신라와 당의 무역은 융성해지게 되었다. 당과의 무역은 사절단을 통한 공무역이 중심을 이루고 있었으나, 상인들에 의한 사무역도 공무역 못지않게 번성했다. 대당 무역에는 주로 해로가 이용되었는데, 특히 산동반도의 등주(登州)에 이르는 해로가 자주 이용되었다. 그 때문에 등주에는 사절단이 유숙하고 상거래를 행하는 신라관(新羅館)이 설치되어 있었다. 또한, 다수의 신라 상인과 유학생 등이 중국으로 갔는데, 해로의 주요 항구에는 신라방(新羅坊)이라고 부르는 신라인만의 거류지가 생겨, 이를 거점으로 한 당과의 무역이 활발하게 전개되었다.
신라와 발해는 당과 교역하면서도 항상 견제했다. 발해는 812년(헌덕왕 4년; 당 원화 7년; 발해 희왕 원년; 일본 고닌 3년) 당의 요구에 따라 신라가 발해 원정에 참여하자 신라를 적대시하는 한편 신라에 반감을 가지고 있던 일본과 동맹을 추구했다. 따라서 정세는 신라와 당 대(對) 발해와 일본의 이분 구도를 이루게 되었다. 일본은 836년(희강왕 원년; 조와 3년) 견신라사 파견을 중단하고 838년(희강왕 3년; 개성(開成) 3년; 조와 5년)에는 견당사 파견을 중단하여 발해와의 관계만을 유지했다.
또한 9세기에 들어오면 중앙 정치무대로의 진출이 막혀버린 지방세력은 마침 당나라의 무역에서 지방통제력이 약해진 데 힘입어 민간의 사무역이 크게 발달하여, 차츰 공무역을 압도하게 되었다. 대표적인 예로 장보고의 무역활동이 있었다. 청해진을 중심으로 한 장보고의 해상 무역은 황해와 남해 일대를 독점하게 되어 그 영향력이 신라 내부 정치에까지도 미치게 되었다.

### 아랍·인도·동남아시아
신라 말기에는 아랍 상인들까지 신라에 와서 교역한 것으로 보인다. 일본 쇼소인에 전해지는 〈매신라물해〉(買新羅物解)는 752년(경덕왕 11년; 일본 덴표쇼호 4년) 일본 조정이 신라 사신을 따라온 아랍 상인들로부터 매입한 물품을 적은 목록인데, 당시 신라는 7척의 배에 700여 명에 달하는 대규모 사절단을 일본에 파견했다.
당시 세계는 대외 무역이 번성했던 시기여서 전 세계인이 해외로 진출했다. 가장 개방적인 아랍인이 신라에 왔으며, 이때 아랍인은 신라에 대한 기록을 남겼고, 이 시기에 우리나라가 최초로 세계지도에 등장했다. 이때 아랍인은 신라를 ‘알실라’라고 불렀다. 아랍인은 장보고가 해상왕으로 불리던 시절부터 신라에 와서 산호, 공작, 에메랄드, 루비, 앵무새, 바다거북의 껍질을 팔고, 신라의 사향, 책, 자기, 비단, 알로에, 차, 금과 은 등을 가져갔다.
장보고 상단이 팔던 자기가 이집트까지 수출된 적도 있었다. 그리고 신라인은 장보고가 연결시킨 해상 실크로드를 따라 인도와 동남아시아의 참파와 스리위자야, 샤일렌드라까지 가서 무역 활동을 한 것으로 보인다. 신라의 토우 중에 코끼리와 원숭이, 그리고 동남아시아에만 서식하는 맥의 모양을 한 것도 있다. 신라의 흥덕왕이 규제한 사치품 중에서 동남아시아산 비취색 목도리, 코끼리의 상아, 말루쿠 제도의 정향을 비롯한 각종 향료와 염료 등 동남아시아와 인도의 수출품이 적혀 있다. 인도에서 신라를 ‘구구탁예설라’라고 부른 것, 혜초가 인도를 여행하면서 기록한 왕오천축국전 등을 볼 때 신라인이 인도나 동남아를 직접 방문하거나, 당나라의 신라방을 거점으로 동남아시아·인도의 상인과 물건을 거래했을 것으로 보인다.

## 같이 보기
- 신라의 건국 신화
- 통일신라
- 신라의 역대 국왕
- 신라의 관직
- 신라의 중앙 관제
- 신라의 행정 구역
- 신라의 인장
- 신라의 문학
- 신라의 불교

### 내용주
1. ↑  문어(文語)
2. 1 2  ‘왕의 덕업이 날로 새로워져서 사방을 망라한다.’[德業日新 網羅四方]라는 신라에 전해진 유교 정치이념을 반영했다는 견해도 있다.[10] 또한 신라(新羅)라는 국호는 그 이전에도 나타난다. 대표적으로 414년에 건립된 광개토대왕릉비에도 新羅(신라)로 나타나 있다. 《삼국사기》 내용은 503년(지증마립간 4년) 10월에 획정했다는 뜻으로 보인다.[5]
3. ↑  뱃사람 말로 동풍을 샛바람이라 하는 점 등.
4. ↑  전국에 널리 퍼져 있는 '새말(新村)', '새터말(新垈)' 등 고유어 지명과 나폴리(Neos + Polis; 새 도시), 노브고로드(Novu + Gorodu; 새 도시), 카르타고(Qart + Hadasht; 새 도시), Newcastle, Newtown, Newville, Newtown 등이 동일 유형의 지명들이다.
5. ↑  예를 들어, ‘동예’, ‘부여’, ‘고려’, ‘구례’ 등의 ‘여’, ‘려’, ‘예’, ‘례’ 등이 ‘라’와 같은 어원을 둔 북방계의 방언일 것이라는 설 등이 있다.
6. ↑  지명에 관한 낱말의 예로는 ‘마을/말’, ‘고을/골’(←홀), ‘들’(←달), ‘골’(←고랑), ‘돌’(←도랑), ‘개울’, ‘벌/뻘/펄’, ‘길’ 등이 있다.
7. 1 2  내물 마립간의 왕호에 대해서, 《삼국사기》[23]에서는 내물(奈勿) 혹은 나밀(那密) “이사금(尼師今)”으로, 《삼국유사》[24]에서는 내물 “마립간(麻立干)”으로 기록되어 있다. 〈광개토대왕릉비문〉에는 “신라 매금(寐錦)”으로, 〈충주고구려비문〉에는 “신라 매금” 또는 “동이 매금”으로, 《태평어람》[25]에는 “신라국왕 누한(樓寒)”으로 기록되어 있다. 매금이나 누한을 마립간의 다른 표기로 보므로, 내물 마립간 말기에는 “마립간”으로 불렸으리라 여겨진다. 이 문서 본문에서는 “내물 마립간”으로 쓴다.
8. 1 2 3 4  일본의 국호가 정식으로 왜(倭)에서 일본(日本)으로 바뀌는 시기는 7세기 후반에서 8세기 초이며, 최초의 공식기록은 《삼국사기》〈신라본기〉 문무왕 10년(670년) 12월조 기사[26]이다. 편의상 이 문서에서는 6세기까지는 왜 또는 왜국으로 칭하고, 7세기부터는 일본으로 칭한다.
9. ↑  현재의 강화도.
10. ↑  6부(六部)는 《양서》(梁書) 〈신라전〉(新羅傳) 등[44][45]에 보이는 육탁평(六啄評)과 동일하다고 여겨지고 있다.[46]
11. ↑  첫 번째 소경이 설치된 아시촌(阿尸村)에 대한 정확한 기록이 남아 있지 않다. 그래서 아시혜현(阿尸兮縣)으로 보아 오늘날 경상북도 의성군 안계면이라는 설, 아시량군(阿尸良郡)으로 보아 경상남도 함안군이라는 설, 6기정(畿停)의 하나인 관아량지정(官阿良支停)으로 보아 경상북도 경주시 안강읍으로 보는 설 등이 있다.[47][48] 오소경에 아시촌소경이 나타나지 않음을 볼 때, 두 번째 소경인 국원소경이 설치되기 전, 또는 설치와 동시에 폐지되었으리라 추정하고 있다.[48]
12. 1 2 3 4  〈민정문서〉는 〈신라장적〉(新羅帳籍), 〈신라 촌락 문서〉, 〈신라 민정 문서〉 또는 〈정창원 문서〉(正倉院文書) 등으로 불린다.
13. ↑  다만 신라 골품제도는 혈연적 한계는 분명 있으나 하층민에 대한 학대와 차별은 그리 심하지 않았다. 고구려나 백제는 역시 혈연적 귀족들이 있었고 하호에 대한 취급이 노예 수준이었으며 골품제가 있는 신라인들도 지면 망한다고 생각할 정도였다.[56]
14. ↑  당이 이전 고구려, 백제 지배층을 이용하려고 했으나 하층민들에게 별로 먹히지 않았던 이유가 있었을 수 있다.
15. ↑  경주 북천 가에 있던 사찰로, 1460년(조선 세조 6년) 홍수로 수몰되었다. 절에 걸렸던 성덕대왕신종만 여기저기로 옮겨지다가, 1975년 5월 국립경주박물관로 옮겨졌다.
16. 1 2 3 4 5 6 7  그 위치를 정확하게 고증하기 어렵다.
17. 1 2  611년(진평왕 33년; 영양왕 22년; 수 대업 7년) 진평왕이 수나라에 사신을 보내 도움을 요청한 일[65]은 제2차 고구려-수 전쟁과 관련이 있다.[66] 수 양제가 고구려 원정을 선언하는 조서를 내리는 때가 611년 2월 26일(임오일)이므로, 원군 요청은 그해 1~2월로 여겨진다. 이 내용은 《삼국사기》〈고구려본기〉뿐만 아니라 《자치통감》[67]과 《수서》[68]에서도 같은 내용이 전한다.
18. 1 2 3  《삼국사기》[77][78]에 나오는 구천(狗川)은 현재의 옥천으로 여겨지며, 관산성(管山城)은 옥천에 있던 성으로 여겨진다.[79] 한편, 《일본서기》에 나오는 구타모라(久陀牟羅)가 현재의 옥천군 군서면의 한 촌으로 추정되어, 구타모라의 성은 관산성으로 여겨진다.[80] 모라(牟羅)는 촌(村)의 의미로, 현대 일본어 무라(むら / 村)로 여겨진다.
19. 1 2  《삼국사기》의 고간(高于) 도도(都刀)[78]와 《일본서기》의 고도(古都)[80]는 동일인으로 여겨진다.
20. 1 2  《삼국사기》〈신라본기〉[82]의 기록과 〈백제본기〉[83]의 기록에 1년의 시차가 있다. 561년 8월 백제와 가야(대가야)가 함께 신라를 공격하고, 신라는 562년 7월 반격하여 격퇴하고, 그해 9월 가야를 멸망시킨다[82]고 추정한다.
21. ↑  내리서성(內利西城)은 진지왕이 김세종(金世宗)에게 명하여 577년 2월 충청북도 영동군 이산면에 쌓았을 것으로 여겨지는 신라의 성[84]이며, 그 위치를 정확하게 고증하기 어렵다.
22. ↑  알야산성(閼也山城)은 현재의 전라북도 익산시 낭산면으로 추정하나, 그 정확한 위치를 모른다.
23. ↑  백제 쪽에 웅현성(熊峴城)·송술성(松述城)이 있고, 신라 쪽에 산산성(䔉山城)·마지현성(麻知峴城)·내리서성(內利西城)이 있다는 구도에서, 성 하나하나의 위치는 정확히 알기 힘들다. 백제 쪽은 현재의 충청북도 괴산군·보은군·옥천군에 걸쳐 있고, 신라 쪽은 경상북도 예천군·문경시·상주시 및 충청북도 괴산군·보은군에 걸쳐 있어서, 전체적으로 소백산맥에 걸친 국경 지역임을 추정할 수 있다.
24. 1 2  624년(진평왕 46년; 무왕 25년)부터 628년(진평왕 50년; 무왕 29년)까지의 전투에서 속함성(速含城)·앵잠성(櫻岑城)·기잠성(歧岑城)·봉잠성(烽岑城)·기현성(旗懸城)·혈책성(穴柵城) 등 여섯 성에서 일어난 전투는 전체적으로 웅현성(熊峴城)·송술성(松述城)·산산성(䔉山城)·마지현성(麻知峴城)·내리서성(內利西城)의 다섯 성의 대치보다 동쪽으로 경계가 이동해 있다. 이렇게 경계가 동쪽으로 옮겨진 결과로 신라는 진한 6부의 하나인 돌산 고허촌에 고허성(高墟城)을 쌓았다고 추정할 수 있다. 요약하면, 백제가 동진하여 신라의 수도 금성(金城) 앞까지 위협했다가, 신라가 반격 및 서진하여 가잠성(椵岑城)을 탈환하는 등 신라와 백제 간의 다툼이 격화됐음을 알 수 있다.
25. 1 2  가잠성(椵岑城)은 그 정확한 위치를 알 수 없는 신라의 성으로, 《삼국사기》〈신라본기〉에는 가잠성(椵岑城).[90], 〈백제본기〉에는 가봉성(椵峯城)[91]으로 나온다. 가잠성에서 세 차례 전투가 있었는데, 전투기록의 해석에 따라 위치가 달라진다. 충청북도 영동군설이 유력하며, 충청북도 보은군, 괴산군, 경기도 안성시, 경상남도 거창군, 전라북도 무주군 등도 거론된다.[92]
26. ↑  모산성(母山城)은 운봉현 지역(전라북도 남원시 운봉읍 일대)에 있던 으로 비정되며, 구체적으로 운봉읍 동쪽으로, 이백면·주천면 경계에 있는 할미산성으로 추정된다.[94]
27. ↑  늑노현(勒弩縣)은 오늘날 충청북도 괴산군 괴산읍으로 비정한다.
28. ↑  기잠성(歧岑城)은 신라의 강주(康州) 강양군(江陽郡) 삼기현(三岐縣; 합천군 대병면)으로 비정하는 견해가 있다.[99]
29. ↑  석우로의 죽음에 대해 《삼국사기》〈신라본기〉에서는 첨해 이사금 3년(249년)조에 기록하고 있고, 〈열전〉 석우로(昔于老)조에서는 첨해 이사금 7년(253년)[108]으로 기록하고 있다.[107]
30. ↑  일본에서 654년부터 686년까지 연호 사용이 중단되었다. 이 시기는 일본 군주의 즉위 기년을 따른다.
31. ↑  오노성 및 가네다성은 신라와 당의 공격에 대비한 산성이다. 일본에서 한반도 산성의 축성 형식에 따라 축성된 산성은 조선식 산성으로 부르며, 특히 망명한 백제인의 지휘하에 축성된 백제식 산성으로 불린다. 오노성과 가네다성도 백제식 산성이다.[119][120]
32. ↑  《삼국사기》와 《속일본기》 등을 종합해 볼 때 일본에서 신라로 사신을 204명 파견한 때는 703년(성덕왕 2년; 다이호 3년) 9월에서 10월 사이로 여겨진다.[122][123]
33. ↑  모벌군성(毛伐郡城)의 둘레가 6,792보(步) 5척(尺)임을 보아, 당시에는 1보(步)가 5척이 아닌 6척이었음을 알 수 있다. 1리는 300보.[125]
34. ↑  개원(開元)은 당 현종의 연호로 개원 10년은 성덕왕 21년(722년)이다. 이는 《삼국사기》 권8 성덕왕 21년 10월의 기록[126]과 일치하므로, 《삼국유사》 효성왕 조의 기록[125]은 효성왕 대의 일이 아니라고 성덕왕 대의 일로 여겨진다.
35. 1 2 3  일본에서 덴표쇼호 연호 사용 시기에는 연호를 세는 단위가 ‘년’(年)이 아닌 ‘세’(歳)였다.
36. ↑  김태렴(金泰廉)에 대해 가짜 왕자라는 설, 진골 귀족(왕족)이라는 설, 도다이지 대불(大佛) 점안식(點眼式) 등 공식행사에 참석한 알려지지 않은 왕자라는 설 등이 공존한다.[136]
37. 1 2  589년(신라 진평왕 11년; 남진 정명 3년; 수 개황 9년) 남진은 수나라와 전쟁 중이었고, 그해 남진은 멸망하고 수나라가 중국을 통일한다.
38. ↑  등주(登州)는 현재의 산둥성 웨이하이 시와 옌타이 시에 이르는 지역을 말한다.

### 참조주
1. ↑  탁양현 (2020). 《자유민주주의 사회민주주의 인민민주주의: 대한민국은 자유민주주의 국가다》. 키메이커. 36쪽. ISBN 979-11-6569-118-9.
2. ↑  화백 (和白) - 한국민족문화대백과사전.
3. ↑  인구 (人口) - 한국민족문화대백과사전.
4. ↑  원광(圓光)의 불교사상과 새로운 사회윤리관 《법보신문》 2020년 4월 28일.
5. 1 2 3  신라 (新羅) - 한국민족문화대백과사전.
6. 1 2  《삼국사기(편찬위 역)》, 권 제1 신라본기 제1> 시조 혁거세 거서간> 1년 4월 15일조.; 본문 및 註007 참조.
7. 1 2 3  《삼국사기》, 권1 〈신라본기〉 혁거세 거서간조.
8. 1 2  《삼국유사》, 권 제1 기이 신라시조 혁거세왕조.
9. 1 2 3  《삼국사기》, 권4 〈신라본기〉 지증 마립간 4년조.
10. ↑  노중국 (2008), 1~28쪽.
11. 1 2 3 4 5 6 7 8 9 10 11 12 13 14 15  《글로벌 세계대백과사전》,  〈신라의 발전〉 신라의 건국과 발전〔槪說〕
12. ↑  《글로벌 세계 대백과사전》, 신라의 건국과 발전〔槪說〕.
13. ↑  《삼국사기》 권1, 신라본기 1, 혁거세거서간 즉위년.
14. ↑  《삼국사기》권1, 신라본기 1, 탈해이사금 9년.
15. ↑  《삼국사기》 권2, 신라본기 2, 기림이사금 10년.
16. ↑  《삼국사기》권4, 신라본기 4, 지증마립간 4년.
17. ↑  김대식(1986), 임홍빈(2019)
18. ↑  《삼국사기》, 권1 〈신라본기〉 탈해 이사금조.
19. ↑  임홍빈(2019), 권인한(2008), 문경현(1983), 박은용(1985)
20. ↑  양주동(1942/1965), 조지훈(1955)
21. ↑  채미하, 《신라 국호의 양상과 ‘계림’》, 신라사학회, 2016, 29~30쪽 : 그리고 국호 신라와 계통을 달리하는 계림은 탈해이사금 9년(65) 이후 사용되었으며 지증왕 4년 이후 국호 신라가 정해진 이후에도 사용되었다. 이후 계림은 왕도인 경주를 이르는 지명으로 쓰이기도 하였다. 이것은 책봉호를 통해서도 알 수 있었다. 지증왕 4년 이후 신라왕이라고 칭한 이후 신라왕은 대내적으로 공식적인 호칭이었고 책봉호에도 그것이 보인다. 그런데 진덕왕은 계림국왕으로 책봉되기도 하였다. 따라서 당시까지 신라왕=계림국왕이었다고 하였다. 〈중략〉계림은 신라 김씨 왕실의 시조인 알지와 관련있는 것으로, 중고 왕실에서는 혁거세를 국조로 삼으면서 알지를 혁거세신화에 부회하였고 중대왕실에서는 혁거세=알지=알영의 탄생을 동일시하였다. 그리고 혜공왕대의 오묘에서 시조대왕인 미추를 오묘에 모시면서 김씨왕실의 시조인 알지는 미추와 직접 연결되는 시조로 그 의미가 부여되었다. 이와 같은 김씨왕실의 알지에 대한 인식은 책봉호의 계림과 불가분의 관계에 있다고 하였다.
22. ↑  《삼국사기》, 권44 〈열전〉 거도조.
23. ↑  《삼국사기》, 권3 〈신라본기〉 내물 이사금조.
24. ↑  《삼국유사(편찬위 역)》, 권 제1 > 왕력 (317~371년)
25. ↑  《태평어람》, 권781, 사이부(四夷部) 동이(東夷)2 신라조 진서(秦書)曰 부견 건원 18년(382년)조.
26. ↑  《삼국사기》, 권6 〈신라본기〉 문무왕 10년(670년)조.
27. 1 2 3 4 5  광개토왕 (廣開土王) - 한국민족문화대백과사전.
28. 1 2 3 4 5  “광개토왕의 영역확장 < 사료로 본 한국사”. 국사편찬위원회. 2023년 10월 8일에 확인함.
29. 1 2 3 4 5 6 7 8  《고등학교 국사》, 50~51쪽.
30. 1 2 3 4 5 6  《삼국사기》, 권3 〈신라본기〉 내물 이사금 46년(401년)조.
31. ↑  《삼국사기》, 권4 〈신라본기〉 법흥왕 4년(517년)조.
32. ↑  《글로벌 세계대백과사전》,  〈신라의 발전〉 법흥왕
33. ↑  《삼국사기》, 권4 〈신라본기〉 법흥왕 7년(520년)조.
34. ↑  《삼국사기》, 권4 〈신라본기〉 법흥왕 15년(528년)조.
35. ↑  《삼국사기》, 권4 〈신라본기〉 법흥왕 23년(536년)조.
36. ↑  《한국의 전통예술》, 304쪽.
37. ↑  패강진 (浿江鎭) - 한국민족문화대백과사전.
38. 1 2 3  《삼국사기(편찬위 역)》, 권 제12 신라본기 제12> 경순왕조. 신라의 멸망에 대한 논평.
39. ↑  이광표 (2010년 6월 2일). “'비운의 경순왕' 초상화 첫 공개”. 《동아일보》. 2023년 10월 6일에 확인함.
40. 1 2  배한철 (2017년 2월 2일). “신라 경순왕, 나라를 버려 나라를 얻다”. 《매일경제》. 2023년 10월 6일에 확인함.
41. ↑  《동사강목》, 권5하 을미년 왕 김부 9년 진훤 44년 고려 태조 18년 동10월조.
42. ↑  《동사찬요》, 권4; 《동사강목》 권5하. “오씨(吳氏)는 이렇게 적었다.” 이하에서 재인용..
43. ↑  김은숙 (2007), 45~93쪽.
44. 1 2 3  《양서(梁書)》, 권54 〈열전〉48 제이(諸夷) 동이(東夷) 신라(新羅)조.; 본문 및 주016, 주017, 주018, 주019 참조.
45. ↑  《남사》, 권79, 열전69 이맥(夷貊)하 신라(新羅)조.
46. ↑  육기정 (六畿停) - 한국민족문화대백과사전.
47. ↑  아시촌소경 (阿尸村小京) - 한국민족문화대백과사전.
48. 1 2  오소경 (五小京) - 한국민족문화대백과사전.
49. ↑  중원경 (中原京) - 한국민족문화대백과사전.
50. ↑  《고등학교 국사》, 136쪽.
51. ↑  필리핀 재외한국문화원. “남북국 시대:통일신라와 발해”. 2023년 10월 6일에 확인함.
52. ↑  Korean history for high school p.141, issued by The National History Compilation Committee of the Republic of Korea.
53. 1 2 3 4  《고등학교 국사》, 138쪽.
54. ↑  “신라 촌락 문서 | 우리역사넷”. 국사편찬위원회. 2023년 10월 6일에 확인함.
55. 1 2 3 4  “신라의 촌락 지배 < 사료로 본 한국사”. 국사편찬위원회. 2023년 10월 6일에 확인함.
56. ↑  《삼국사기(편찬위 역)》, 권 제42 열전 제2> 김유신(金庾信) 중> 662년 1월 23일(음)조.
57. ↑  《고등학교 국사》, 192~201쪽.
58. ↑  “신라의 골품제 < 사료로 본 한국사”. 국사편찬위원회. 2023년 10월 6일에 확인함.
59. ↑  《삼국사기(편찬위 역)》, 권 제33 잡지 제2> 옥사(屋舍)조. 사두품 이하 백성의 옥사에 대한 규정.
60. ↑  《신당서》, 권220 〈열전〉145 동이열전 신라전. 신라의 제도와 풍속.
61. 1 2  《삼국사기》, 권2 〈신라본기〉 조분 이사금 37년(392년)조.
62. ↑  《삼국사기》, 권3 〈신라본기〉 내물 이사금 37년(392년)조.
63. ↑  《삼국사기》, 권4 〈신라본기〉 진평왕 25년(603년)조.
64. ↑  《삼국사기》, 권4 〈신라본기〉 진평왕 30년(608년)조.
65. 1 2 3 4  《삼국사기》, 권4 〈신라본기〉 진평왕 33년(611년)조.
66. 1 2  《삼국사기》, 권20 〈고구려본기〉 영양왕 22년(611년)조.
67. ↑  《자치통감》, 권181 수 기5 양황제 대업 7년(611년) 2월 임오(26일)조.
68. ↑  《수서》, 권3 제기 제3 양제 상 (대업 7년(611년) 2월) 임오(26일)조.
69. ↑  《삼국사기》, 권4 〈신라본기〉 진평왕 51년(629년)조.
70. ↑  《삼국사기》, 권2 〈신라본기〉 조분 이사금 11년(240년)조.
71. ↑  《삼국사기》, 권3 〈신라본기〉 내물 이사금 11년(366년)조.
72. ↑  《삼국사기》, 권3 〈신라본기〉 내물 이사금 13년(368년)조.
73. ↑  《삼국사기》, 권3 〈신라본기〉 내물 이사금 18년(373년)조.
74. ↑  《삼국사기》, 권24 〈백제본기〉 근초고왕 28년(373년)조.
75. ↑  《삼국사기》, 권26 〈백제본기〉 성왕 26년(548년)조.
76. ↑  《삼국사기》, 권4 〈신라본기〉 진흥왕 14년(553년)조.
77. 1 2 3  《삼국사기》, 권26 〈백제본기〉 성왕 32년(554년)조.
78. 1 2 3 4  《삼국사기》, 권4 〈신라본기〉 진흥왕 15년(554년)조.
79. 1 2  《삼국사기(편찬위 역)》, 권 제4 신라본기 제4> 진흥왕> 15년 7월조. 관산성에서 백제를 물리치다(0554년 (음)); 註003 참조.
80. 1 2 3  《일본서기》, 권 제19 흠명천황(欽明天皇) 15년> 12월조. 백제의 명왕은 죽고 여창은 퇴각함.
81. ↑  이희진 (2004), 〈4. 백제의 패배인가? | 관산성 전투〉.
82. 1 2 3  《삼국사기》, 권4 〈신라본기〉 진흥왕 23년(562년) 7월조.
83. ↑  《삼국사기》, 권27 〈백제본기〉 위덕왕 8년(561년) 8월조.
84. ↑  세종 (世宗) - 한국민족문화대백과사전.
85. ↑  《삼국사기》, 권4 〈신라본기〉 진지왕 2년(577년)조.
86. ↑  《삼국사기》, 권4 〈신라본기〉 진지왕 3년(578년)조.; 다만 이 기록은 백제 쪽 기술에서는 보이지 않는다.
87. ↑  《삼국사기》, 권4 〈신라본기〉 진지왕 4년(579년)조.
88. ↑  《삼국사기》, 권4 〈신라본기〉 진평왕 24년(602년)조.
89. ↑  《삼국사기》, 권4 〈신라본기〉 진평왕 27년(605년)조.
90. 1 2  《삼국사기》, 권4 〈신라본기〉 진평왕 50년(628년)조.
91. 1 2 3  《삼국사기》, 권27 〈백제본기〉 무왕 19년(618년)조.
92. ↑  가잠성 (椵岑城) - 한국민족문화대백과사전.
93. ↑  《삼국사기》, 권4 〈신라본기〉 진평왕 33년(611년)조.
94. ↑  할미산성 - 디지털남원문화대전.
95. ↑  《삼국사기》, 권4 〈신라본기〉 진평왕 38년(616년)조.
96. ↑  《삼국사기》, 권4 〈신라본기〉 진평왕 40년(618년)조.
97. ↑  《삼국사기》, 권4 〈신라본기〉 진평왕 45년(623년)조.
98. ↑  《삼국사기》, 권27 〈백제본기〉 무왕 24년(623년)조.
99. 1 2  《삼국사기(편찬위 역)》, 권 제4 신라본기 제4> 진평왕> 46년 10월조. 백제가 속함 등 6성을 공격하다(0624년 10월 (음)).; 본문 및 註003, 註006, 註007 참조.
100. ↑  《삼국사기》, 권4 〈신라본기〉 진평왕 46년(624년)조.
101. ↑  《삼국사기》, 권4 〈신라본기〉 진평왕 48년(626년)조.
102. ↑  《삼국사기》, 권4 〈신라본기〉 진평왕 49년(627년)조.
103. 1 2 3  허홍범 (2006), 82쪽.
104. ↑  김용운 (2010), 45쪽.
105. ↑  《삼국사기》, 권1 〈신라본기〉 혁거세 거서간 8년(기원전 50년)조.
106. ↑  《삼국사기》, 권1 〈신라본기〉 남해 차차웅 11년(14년)조.
107. 1 2  《삼국사기》, 권2 〈신라본기〉 첨해 이사금 3년(249년)조.
108. 1 2 3  《삼국사기》, 권45 〈열전〉 제5 석우로(昔于老)조.
109. ↑  《삼국사기》, 권3 〈신라본기〉 내물 이사금 9년(364년)조.
110. ↑  《삼국사기》, 권3 〈신라본기〉 내물 이사금 38년(393년)조.
111. 1 2  《일본서기》, 권 제25 효덕천황(孝德天皇) 3년조. 신라가 김춘추를 파견함.
112. 1 2 3 4 5  박노자 (2009a).
113. ↑  《일본서기》, 권 제25 효덕천황(孝德天皇) 5년조. 신라가 김다수(金多遂)를 보냄.
114. ↑  《일본서기》, 권 제25 효덕천황(孝德天皇) 7년조. 신라의 사신이 당의 복장을 하고 축자에 머무름.
115. ↑  《구당서》, 《구당서》권199상 〈열전〉149상 동이열전 백제전. 백제의 승려 도침(道琛)과 장수 복신(福信)이 반란을 일으키고 낭장(郎將) 유인원(劉仁願)을 포위함.
116. ↑  《신당서》, 《신당서》권220 〈열전〉145 동이열전 신라전. 유인원(劉仁願)의 웅진(熊津) 격파.
117. ↑  《자치통감》, 권201 당 기17 고종천황대성대홍효황제 용삭 3년(663년) 9월 무오(8일)조.
118. ↑  《삼국사기》, 권28 〈백제본기〉 의자왕 (용삭(龍朔)) 2년(662년) 7월 기사.
119. 1 2  《일본서기》, 권 제27 천지천황(天智天皇) 4년> 8월조. 장문국과 축자국에 성을 쌓음.; 본문 및 번역주002, 번역주005 참조.
120. 1 2  《일본서기》, 권 제27 천지천황(天智天皇) 6년> 11월조. 왜국, 찬길국, 대마국 등에 성을 쌓음.; 본문 및 번역주005 참조.
121. 1 2 3 4 5 6 7 8  박노자 (2009b).
122. 1 2  《삼국사기》, 권8 〈신라본기〉 성덕왕 2년(703년)조.
123. 1 2  《속일본기》, 권3 문무천황 대보 3년(703) 9월조 및 10월 조.
124. 1 2  KBS역사스페셜 (2003), 16~18쪽.
125. 1 2 3  《삼국유사(편찬위 역)》, 권 제2> 제2 기이(紀異第二)> 효성왕 (0722년 10월 (음))조.; 본문 및 註124, 註128 참조.
126. 1 2  《삼국사기》, 권8 〈신라본기〉 성덕왕 21년(722년)조.
127. ↑  《삼국사기》, 권8 〈신라본기〉 성덕왕 30년(731년)조.
128. ↑  《속일본기》, 권12 성무천황 천평 7년(735) 2월조. 신라 국호의 개칭 ( 735년 2월27일(음) ); 다만 이 기사의 내용은 일본의 사서에서만 전하고 있다.
129. ↑  《삼국사기》, 권9 〈신라본기〉 경덕왕 원년(742년)조.
130. ↑  《속일본기》, 권18 효겸천황 천평승보 4년 (753) 6월조 등.
131. ↑  《속일본기》, 권19 효겸천황 천평승보 6년 (754) 봄 정월조.
132. ↑  《삼국사기》, 권9 〈신라본기〉 경덕왕 12년(753년)조.
133. 1 2  서영교 (2009), 204~205쪽.
134. ↑  《속일본기》, 권24 순인천황 천평보자 7년 (763) 2월조.
135. ↑  연민수 (1998), 55쪽.
136. ↑  김태렴 (金泰廉) - 한국민족문화대백과사전.
137. ↑  연민수 (1998), 61쪽.
138. ↑  박복원 (2004), 136쪽.
139. 1 2  김성호 & 김상한 (2008), 262쪽.
140. ↑  《일본후기》, 권 제8 황통미조천황 환무천황 > 연력18년 5월(0799년 5월 29일(음))조. 견신라사 중지.
141. ↑  《삼국사기》, 권10 〈신라본기〉 애장왕 4년(803년)조.
142. ↑  《삼국사기》, 권10 〈신라본기〉 애장왕 5년(804년)조.
143. ↑  《삼국사기》, 권11 〈신라본기〉 헌강왕 8년(882년)조.
144. ↑  《삼국사기》, 권3 〈신라본기〉 내물 이사금 26년(381년)조.
145. ↑  《삼국사기》, 권4 〈신라본기〉 진흥왕 25년(564년)조.
146. 1 2  《삼국사기(편찬위 역)》, 권 제4 신라본기 제4> 진흥왕> 26년 2월조. 북제가 조서를 내려 진흥왕을 신라왕으로 삼다(0565년 2월 (음)).; 본문 및 註003, 註004 참조.
147. ↑  《삼국사기》, 권4 〈신라본기〉 진흥왕 33년(572년)조.
148. ↑  《삼국사기》, 권4 〈신라본기〉 진흥왕 26년(565년)조.
149. ↑  《삼국사기》, 권4 〈신라본기〉 진흥왕 27년(566년), 28년(567년), 29년(568년), 31년(570년) 및 32년(571년)조.
150. ↑  《진서(陳書)》, 권5 〈본기〉 제5 선제(宣帝) 태건(太建) 3년(571) 5월 5일(신해)조.
151. ↑  《삼국사기》, 권4 〈신라본기〉 진지왕 3년(578년)조.
152. ↑  《삼국사기》, 권4 〈신라본기〉 진평왕 16년(594년)조.
153. 1 2  《삼국사기》, 권4 〈신라본기〉 진평왕 18년(596년), 24년(602년) 및 26년(604년)조.; 다만, 이 세 기사의 내용은 중국 사서에 전하지 않는다.
154. ↑  《삼국사기》, 권4 〈신라본기〉 진평왕 43년(621년)조.
155. ↑  《삼국사기》, 권4 〈신라본기〉 진평왕 45년(623년)조.
156. ↑  《삼국사기》, 권4 〈신라본기〉 진평왕 46년(624년)조.
157. 1 2  《삼국사기》, 권4 〈신라본기〉 진평왕 47년(625년)조.
158. 1 2  《삼국사기》, 권4 〈신라본기〉 진평왕 48년(626년)조.
159. ↑  《삼국사기》, 권4 〈신라본기〉 진평왕 49년(627년), 51년(629년) 및 53년(631년)조.

## 참고 문헌

### 역사서
- 김부식 외 (1145), 《삼국사기》(위키자료집), 권1, 권2, 권44 등.
  - 김부식 외 (1145), 《삼국사기》(국사편찬위원회 한국사 데이터베이스).
- 일연 (1281), 《삼국유사》(위키자료집), 권 제1 등.
  - 일연 (1281), 《삼국유사》(국사편찬위원회 한국사 데이터베이스).
- 오운(吳澐) (1540), 《동사찬요(東史纂要)》, 권4.
- 안정복 (1778), 《동사강목》, 권5하 을미년 왕 김부 9년 진훤 44년 고려 태조 18년조.
- 舎人親王(도네리 친왕) (720), 『日本書紀』(《일본서기》).
- 菅野真道(스가노 마미치) 외 (797), 『続日本紀』(《속일본기(續日本紀)》.
- 藤原緒嗣(후지와라 오츠구) 외 (840), 『日本後紀』(《일본후기》).
- 요사렴(姚思廉) 외 (629), 《양서(梁書)》권54 〈열전〉48 제이(諸夷) 동이(東夷).
- 요사렴 (636), 《진서(陳書)》 권5 〈본기〉제5 선제(宣帝)조.
- 이연수(李延壽) (659), 《남사(南史)》권79 〈열전〉69 이맥(夷貊)하 동이(東夷).
- 유후(劉昫) 외 (945), 《구당서》권199상 〈열전〉149상 동이열전.
- 이방(李昉) 외 (983), 《태평어람》권781 〈사이부(四夷部)〉2 신라 진서(秦書)曰.
- 구양수 외 (1060), 《신당서》권220 〈열전〉145 동이열전.

### 서적
- 탁양현 (2020). 《자유민주주의 사회민주주의 인민민주주의: 대한민국은 자유민주주의 국가다》. 키메이커. 36쪽. ISBN 979-11-6569-118-9 – e퍼플 경유.
- 이희진 (2004년 9월 1일). 〈4. 백제의 패배인가? | 관산성 전투〉. 《전쟁의 발견 -한국 고대사의 재구성을 위하여-》. 동아시아. ISBN 9788988165461.
- KBS역사스페셜 (2003). 《역사스페셜6》. 효형출판. ISBN 8986361841.
- 서영교 (2009). 《신라인 이야기》. 살림. ISBN 9788952210739.
- 연민수 (1998). 《일본역사》. 보고사. ISBN 89-86142-81-3.
- 박복원 (2004). 《일본정보뱅크》. 백산출판사. ISBN 8977396271.
- 김성호; 김상한 (2008). 《한중일 국가기원과 그 역사》. 맑은소리. ISBN 9788980502219.
- 허홍범 (2006). 《군함 이야기》. 좋은책만들기. ISBN 8989222931.
- 김용운 (2010). 《천황이 된 백제의 왕자들》. 한얼사. ISBN 978-89-89148 32-6.
- 한국문화재보호재단 편집부 (2001). 《한국의 전통예술》. 한국문화재보호재단. ISBN 9788985764346.
- 이기백, 《신라사상사 연구》, 일조각, 1986.
- 하일식, 《신라 집권 관료제 연구》, 혜안, 2006.

### 저널 및 논문
- 노중국 (2008). “신라 中古期 儒學 사상의 수용과 확산”. 《대구사학》 93권 (26집): 1~28쪽. UCI G704-000893.2008.93..007. 2023년 10월 6일에 확인함.
- 김은숙 (2007년 4월). “7세기 동아시아의 국제 관계 ―수의 등장 이후 백제 멸망까지를 중심으로―”. 《한일관계사연구》 (한일관계사학회) (제26집): 45~93쪽. UCI G704-001395.2007..26.007. 2023년 10월 3일에 확인함.
- 민현구, “고려 중기 삼국 부흥운동의 역사적 의미” 《한국사 시민강좌》 제5집, 1989.

### 교과서 관련
- 국사편찬위원회; 국정도서편찬위원회 (2006). 《고등학교 국사》 2판. 서울. 2023년 10월 3일에 확인함.
  - 《고등학교 국사》, Ⅲ. 통치 구조와 정치 활동
  - 《고등학교 국사》, Ⅳ. 경제 구조와 경제 생활
  - 《고등학교 국사》, Ⅴ. 사회 구조와 사회 생활

- “교과서 용어 해설 | 우리역사넷”. 국사편찬위원회. 2023년 10월 6일에 확인함.
  - “신라 촌락 문서 < 교과서 용어 해설 | 우리역사넷”. 국사편찬위원회. 2023년 10월 6일에 확인함.
- “사료로 본 한국사 < 우리역사넷”. 국사편찬위원회. 2023년 10월 6일에 확인함.
  - “신라의 촌락 지배 < 사료로 본 한국사”. 국사편찬위원회. 2023년 10월 6일에 확인함.
  - “신라의 골품제 < 사료로 본 한국사”. 국사편찬위원회. 2023년 10월 6일에 확인함.
  - “광개토왕의 영역확장 < 사료로 본 한국사”. 국사편찬위원회. 2023년 10월 8일에 확인함.

### 신문 및 잡지 기사
- 박노자 (2008년 11월 7일). “[박노자의 거꾸로 본 고대사] 통일신라 시대에 ‘우리’란”. 《한겨레21》. 734호. 2023년 9월 29일에 확인함.
- 박노자 (2009년 6월 12일). “[박노자의 거꾸로 본 고대사] 구원병 자격으로 한반도를 찾았던 왜군”. 《한겨레21》. 764호. 2023년 9월 29일에 확인함.
- 박노자 (2009년 7월 24일). “[박노자의 거꾸로 본 고대사] 통일신라-일본의 친교는 왜 잊혀졌나”. 《한겨레21》. 770호. 2009년 7월 27일에 확인함.
- 최병헌 (2020년 4월 28일). “[최병헌의 한국역사와 불교] 75. 고대불교-고대국가의 발전과 불교 ㊺ 원광(圓光)의 불교사상과 새로운 사회윤리관 ⑥”. 《법보신문》. 2023년 10월 6일에 확인함.
- 이광표 (2010년 6월 2일). “'비운의 경순왕' 초상화 첫 공개”. 《동아일보》. 2023년 10월 6일에 확인함.
- 배한철 (2017년 2월 2일). “신라 경순왕, 나라를 버려 나라를 얻다”. 《매일경제》. 2023년 10월 6일에 확인함.

### 웹문서
- 필리핀 재외한국문화원. “남북국 시대:통일신라와 발해”. 2023년 10월 6일에 확인함.

### 백과사전
- “한국민족문화대백과사전”. 한국학중앙연구원. 2023년 10월 6일에 확인함.
  - “신라 (新羅) - 한국민족문화대백과사전”. 한국학중앙연구원. 2023년 10월 6일에 확인함.
  - “화백 (和白) - 한국민족문화대백과사전”. 한국학중앙연구원. 2023년 10월 6일에 확인함.
  - “인구 (人口) - 한국민족문화대백과사전”. 한국학중앙연구원. 2023년 10월 6일에 확인함.
  - “육기정 (六畿停) - 한국민족문화대백과사전”. 한국학중앙연구원. 2023년 10월 6일에 확인함.
  - “아시촌소경 (阿尸村小京) - 한국민족문화대백과사전”. 한국학중앙연구원. 2023년 10월 6일에 확인함.
  - “오소경 (五小京) - 한국민족문화대백과사전”. 한국학중앙연구원. 2023년 10월 6일에 확인함.
  - “중원경 (中原京) - 한국민족문화대백과사전”. 한국학중앙연구원. 2023년 10월 6일에 확인함.
  - “광개토왕 (廣開土王) - 한국민족문화대백과사전”. 한국학중앙연구원. 2023년 10월 8일에 확인함.
  - “패강진 (浿江鎭) - 한국민족문화대백과사전”. 한국학중앙연구원. 2023년 11월 1일에 확인함.

- 《글로벌 세계대백과사전》,  〈신라의 발전〉
- 《글로벌 세계대백과사전》,  〈삼국시대의 불교사상〉
- 《글로벌 세계대백과사전》,  〈통일신라의 사회〉

| 한국의 역사 | 한국의 역사                          | 한국의 역사 |
| 이전 시대   | 신라 기원전 57년 4월~서기 935년 10월 | 다음 시대   |
| ----------- | ------------------------------------ | ----------- |
| 진국        | 신라 기원전 57년 4월~서기 935년 10월 | 고려        |